# 暴太郎戦隊ドンブラザーズ
『暴太郎戦隊ドンブラザーズ』（あばたろうせんたいドンブラザーズ）は、2022年3月6日から2023年2月26日まで、テレビ朝日系列で毎週日曜9時30分 - 10時（JST）に全50話が放送された、東映制作の特撮テレビドラマ、および作中で主人公たちが変身するヒーローの名称。

## 概要
スーパー戦隊シリーズ第46作。一連のスーパー戦隊シリーズにおいて「〇〇ジャー」と付かないのは『特命戦隊ゴーバスターズ』以来10年ぶりであり、「革新的な作品を目指す」という意気込みの表れとなっている作品である。モチーフは日本を代表するおとぎ話の一つ・『桃太郎』であり、同作品に登場する人物・動物をモデルにしたドンモモタロウと4人のお供たちの活躍を描く。5人のうち2人はモーションキャプチャによる全編CGで描かれるキャラクターとなっている。
この5人のヒーローらはそれぞれに特徴があり、ドンモモタロウはちょんまげを結っている、オニシスターは角が生えている、サルブラザーは筋骨隆々のマッチョマンタイプで、イヌブラザーが頭が大きく身長100cmのデフォルメ体型、キジブラザーは手足が伸びた身長220cmの長身であるなど、通常の人間の体格の範疇すら外れたスーパー戦隊シリーズ史上類を見ない凸凹シルエットが特徴となっている。ピンク戦士であるキジブラザーはスーパー戦隊シリーズ史上初のデフォルトカラーがピンクの男性戦士となる。変身に用いられるアイテム「アバタロウギア」や、スーパー戦隊の力を借りる能力などは前作『機界戦隊ゼンカイジャー』の世界観が一部踏襲され、初期設定でスーパー戦隊シリーズの前作の内容が継続されることや『ゼンカイジャー』の主人公であった五色田介人役の駒木根葵汰が同役で2年連続でレギュラー出演することもスーパー戦隊シリーズ史上初の事例となった。

## あらすじ
現役女子高生漫画家として人気を集めていた鬼頭はるかは、ある日盗作疑惑が掛けられたことで連載は打ち切りとなり、クラスでの地位も一気に降下する。
それに加えて、不思議なサングラスをかけたことで人間の中に紛れ込んでいた怪人が見えるようになり、その果てに出会った謎の男・桃井陣から「桃井タロウを探して忠誠を誓え」と告げられる。
そして、はるかは強制的にオニシスターへと変身したことで怪人たちとの戦いに巻き込まれ、風流人・猿原真一 / サルブラザー、指名手配犯・犬塚翼 / イヌブラザー、会社員・雉野つよし / キジブラザーもはるかと同様におかしなことが起こり始めた。4人は共通して宅配便で働く若い男に出会うが、彼こそはるかが探していた桃井タロウ / ドンモモタロウであった。

## 登場人物

### 暴太郎戦隊ドンブラザーズ
桃井タロウと4人の個性豊かなお供たち。人々を守るため、そして自分の願いを叶えるために脳人やヒトツ鬼と戦う。
当初はそれぞれの正体を知らずに面識はあったが、話が進むにつれて徐々にそれぞれがメンバーであることを知っていく。
メンバーは変身の前後にかかわらず本名で呼び合うが、イヌブラザー（翼）がいる場合はコードネームで呼ぶ場面もある。一方、翼がメンバーであることはドン44話で正体が判明するまでジロウを除く他の4人は知らなかったため、「ワンちゃん」や「イヌさん」など違う呼び方で呼んでいた。
ドン46話にて脳人を追放されたソノイ、ソノニ、ソノザが加わった。
これまでにおよそ5,000人の候補者が力を得てドンブラザーズとなったが、はるかたち以外は力の使い道を誤って脱落したという。
- 額の桃マークはドンモモタロウのみ大きな桃で、お供たちは白鉢巻に金の小さな桃の紋章となっている[9][10]。

桃井 タロウ（）
21歳。正義感に溢れる純粋な熱血漢の好青年で、超人的な能力を全ての物事に対して発揮するが、生まれながらに嘘がつけない性格。これは嘘をつくと脈が止まって死んでしまうという異常な体質を抱えているためであり、何でもすぐ口に出してしまう正直すぎる性格ゆえ、幼少期は近隣の住民たちから疎まれるなど、周囲と軋轢を起こすこともある。また「人は殴らない」ことを信条としており、喧嘩になった際は相手を手を上げることなく倒す。口癖は「これで縁ができたな!」で、人との縁を大切にする。
物語開始から遡ること21年前、赤ん坊のころに桃型の特殊なカプセルに乗り、人間界にやってきて陣に拾われて育てられるが、現在は家出をして一人暮らしであり、普段はシロクマ宅配便で配達員をしている。
後に脳人が住む世界・イデオンの王家で、イデオンの壊滅という事態を招いた末に滅亡に追いやられたドン王家の末裔であったことが判明する。
ソノイとは互いの素性を知らないまま知り会い、変身後の姿が互いに倒すべき相手だとは知らないまま交流を続けていたが、互いの正体を知った後にタロウがドン王家の末裔であることを知ったソノイに、嘘がつけないことが災いしてドンオニタイジンの合体解除後に力が数秒間抜けることを正直に教えてしまったため、その隙をつかれる形で獣電鬼ングを倒した直後に斬りつけられ、消滅させられてしまった。その後、真一とはるかのキビ・ポイントによって一時的に復活した後、再び消滅するが、ソノイの教えによって闇の空間に閉じ込められていることが判明し、ジロウとつよしによって救出される。
その後、ソノイとの決闘で一度は勝つも復活したソノイに敗れる。だが、介人が翼を除くお供たちと脳人3人から得たエネルギーを飲ませたことで回復し、ゴールドンモモタロウに強化変身する。
ソノイたちがドンブラザーズに加入し、ジロウも後継者として育ったことにより、自身の使命を果たしたことで徐々にそれまでの記憶がリセットされていき、脳人の粛正に現れたソノナ・ソノヤを倒すと共に姿を消して普通の人間としての人生を歩み、はるかの家に「シロウサギ宅配便」の配達員として姿を現す。
- 脚本の井上によれば、桃井タロウとドンモモタロウというキャラクターは「賭け」であったといい、嫌われるキャラクターが、樋口の人間性や浅井の動きなどが一つ一つ重なったことで一番人気のあるキャラクターになったという。つまり、『仮面ライダーカブト』の天道総司や『仮面ライダーディケイド』の門矢士のような俺様系であったため、それらよりもさらに上に行って、どんどん突き抜けていったという。なお、ドン王家の末裔という設定も当初は決まっていなかったが、「桃から生まれた桃太郎」であったため、人ならざるモノであるという後出しじゃんけんになったという。
- タロウ役の樋口もタロウは無表情ではあるが、無表情の中にも表情のあるプラスの無表情と思い、表情はないが感情をもゼロにするのではなく、目の前の相手に対する気持ちを入れているという。ただし、「顔に感情を出せない」キャラクターであるため、意識して出したわけではなく表情に出るのはソノイの正体を知った時など相当なことがあった時だけであるという。異世界の王様という設定は当初からは聞かされてはいなかったが、織田信長のような男と言われており、ムスッと突き刺すような強い台詞ばかりであったため、そこら辺のイメージを監督たちとすり合わせていったら、自然と王様のようなニュアンスも出ていったという。浅井の偉そうにふんぞり返っている姿勢をフィードバックして、喫茶どんぶらでは「姿勢のいい偉そう」でいようとしているという。なお、『鬼滅の刃』の煉獄杏寿郎や『ザ・ファブル』の佐藤などを演技の参考にしているというが、「大勝利！」や「わーはっはっはっ」などの時代劇のような口調は時代劇は参考にしておらず、なんとなくのイメージであるという。

ドンモモタロウ
桃井タロウがアバターチェンジする戦士。変身音声は「よっ！日本一！」。名乗り口上は「桃から生まれた！」。登場時には天女たちが舞い踊る中で神輿に担がれながら登場する。タロウもチェンジすると暴れん坊な性格になり、織田信長のような勢いを持ちながら剣術を得意とする一方、お供たちを顧みないスタンドプレーで敵を蹴散らす。
圧倒的な戦闘力を誇るが、数年に一度は肉体に負荷がかかり続けると力の反作用で無力に陥り、変身前にやっている手助けなどの行いができなくなったり、ヒトツ鬼とまともに戦えなくなるほどの弱体化を起こしてしまう。この状態を脱却するためには杵と臼で生地をしっかりと突いたきび団子を必ず300個食べさせる必要があり、工程を省略したものや1個でも足りないと短時間で元に戻ってしまうほど回復しないが、一方でお供のサポートが1個分の代わりになることもある。
- モチーフは桃太郎。正面から見た際の要素はドンブラザーズのマークとしてそのまま使用している。マスクはアクション時にチョンマゲが折れた際のアクシデントを想定し、パッチン錠で前後の固定を行うアクション面が2個、アップ用が2個の計4個が用意された。マスクには本作品のもうひとつのアイデンティティであるサングラスのほかに、チョンマゲの先にはアバタロウギア、メッキ処理された桃を額に誂えることで極めてシンプルではあるが桃太郎に見えるスタイリングが実現された。スーツは肩パーツに発泡ウレタンを用いたアップ用、より伸縮性に優れた生地が採用され、薄手にプロテクター類を成形したアクション用の2種類が制作された。
- 性格が豹変するという設定は当初、5人全員という意見も出ていたが10人分のキャラが必要になり、視聴者も混乱するためタロウのみとなった。
- 変身前のタロウは無口だが、ドンモモタロウでは「戦いをお祭りと思っているキャラクター」「気分が高揚した暴れん坊」になるため、いきなり変身すると変わる、という雰囲気がつかめず、タロウがたまに出る瞬間があるなど初期のころはアフレコに苦労したという。
- ドンモモタロウのスーツアクターを務める浅井によれば、何にでも心の底から笑う子どもが祭りに行った際の笑いを意識したという。なお、織田信長という設定ではあったが歌舞伎ではなく能の舞をイメージしたといい、過去にシンケンレッドを演じたアクション監督の福沢や京都の太秦撮影所にいた村岡弘之にも聞き、鞘はないものの納刀の感じなど侍の所作も入れているという。決めポーズは本作品のオープニング「俺こそオンリーワン」の最後のポーズをして、それをオニシスターが支えるものとなった。名乗りは、樋口が好きな『特捜戦隊デカレンジャー』のデカレッドの斜に構えて見得を正面で切るポーズを意識している。

ゴールドンモモタロウ
ドンブラスターにオミコシフェニックスを合体させてゴールドアバターチェンジしたドンモモタロウの最強形態。この状態でレジェンド戦隊にアバターチェンジするとゴールドンモモタロウのマントと胸部アーマーが追加された姿となる。
煌びやかに超スピードショットで戦闘を行う。必殺技は敵を桃型のバリアに封じ込めて、羽を広げた弩（おおゆみ）に縁パワーを乗せて放つ抱腹絶桃・フェスティバル縁弩（）。
- 和洋折衷がコンセプトで、頭部や胸アーマーは西洋鎧、マントは富嶽三十六景のような和風っぽいものにしている。
- マスクはアップ用・アクション用が各1個、プロテクターがアップ・アクション兼用の1着が制作され、マスクと上半身プロテクターをドンモモタロウのスーツと交換することで表現している。アップ用マスクのゴーグル部は塗装をミラー調のフィルムに加えている。
- 変身エフェクトは、監督の加藤は水かけ祭りをイメージしており、水を周囲に足している。強化パーツがフェニックスから出た水の筒の中で付いていくイメージであるという。

猿原 真一（）
博学で几帳面な風流人。21歳。2001年3月6日生まれ。近隣住民からは「教授」というあだ名で呼ばれ慕われている良き相談相手であり、分析が得意。周囲からは「生まれながらの変人」と言われるが、自覚はない。
俳句を詠むなど広い一軒家での自由気ままな暮らしを満喫しているが、金は持ち歩いておらずその理由として「世の中のほとんどの犯罪の主な動機が金銭であり、人々の欲望や悲しみ、怨念がこびりついている不浄なもの」と毛嫌いし、最後に100円玉に触れた際にやけどをして以来触れていないという。また、中卒で、生まれてから今まで働いたことが一度もなく、「生きることが仕事」であるという。金がなくても空想の力が生活を豊かにすると考えており、空想の料理で腹を満たしている。飄々としながらも温厚な性格である反面、プライドが高いため、タロウに対してはその実力差を認識していたことから、一度戦いをボイコットしたことがある。
ある日、スマホを拾ったことでサングラスを装着し、その影響で自家だけに地震が起こったり、何者かが泥棒に入り、家の照明を盗まれるなどろくなことがないという。
- 当初はYouTuberなどのキャラであった。
- 真一役の別府は、真一だけが成長せずに一般人に近づいて行ったと感じていたが、それこそがいろいろな世界に溶け込むのに必要な一つの成長であると考え方を変え、ドン最終話では台本にはなかったが、成長の要素としてねじねじ（ストール）を取るシーンを加えることとなった。

サルブラザー
猿原真一がアバターチェンジする戦士。ドン21話では白井がアバターチェンジした。変身音声は「よっ!ムッキムキ!」。名乗りは「浮世におさらば!」。真一とは対照的にパワーに長けており、剛腕を活かしたパワープレーを得意とする。
- モチーフは桃太郎のお供であるニホンザル。本来、サルはスピードタイプだが、イヌがスピードタイプで重複してしまい、パワー系のみいない状況のため、サルがパワータイプとなった。
- マスクはドンモモタロウと同様の基本モチーフだが、頭全体や口のライン、サングラスなどを変え、鼻ディテールを設けることで猿に見えるように処理している。スーツはドンモモタロウと同様のパーツ構成だが、肩パーツがない代わりに筋骨隆々のファーで両腕を覆い、太もも部分や腹には筋肉ディテールが設けられ、ロボのようなグローブ、ラバーソールの上げ底ブーツなどで頭身を変えており、シックスパック調のモールドが腹にあるほか、ニホンザルがモチーフであることから尻は赤くなっている。アンダータイツの太腿には、アクション時にベーススーツに設けられたアンコがズレるのを防ぐため特殊布素材が縫製されている。

鬼頭 はるか（）
漫画家志望の津野角高校に通う女子高生。17歳→18歳。2004年5月25日生まれ。
冗談社マンガ大賞を受賞したものの、謎のサングラスを装着したことで異次元空間が見えるようになり、その翌日には同人漫画からの盗作疑惑が掛けられ、彼氏の花村や友達、さらには漫画家の道さえも失ってしまう。その後、陣と出会い「桃井タロウに会い、忠誠を誓えば失ったものを取り戻せる」と言われたことでオニシスターとなり、ヒトツ鬼と戦うようになる。その後、喫茶どんぶらでバイトを始める。
盗作疑惑を起こしたことから、クラスメイトからは「トウサク」と呼ばれるようになってしまってもいる。
キビ・ポイントを使い一時的にドンブラザーズを脱退して漫画家としての栄光を取り戻したが、自分の居場所がドンブラザーズにあることが分かり、ドンブラザーズに戻ることを決めた。
ドン40話では、普通自動車免許を取得した。
ドンブラザーズとしての戦いを続けながら元の華々しい日常に戻るため、新作マンガを描いている。ドンブラザーズの戦いが終わった後、その軌跡を描いた漫画『暴太郎戦隊ドンブラザーズ』で日本漫画大賞を受賞する。
本作品の語り部も務める。
- ドン4話の猿原との特訓では、志田が趣味の一環で少しだけやっていたキックボクシングが活かせたという。「グエー」という台詞は志田自身がやったものをプロデューサーの白倉が採用したという。

オニシスター
鬼頭はるかがアバターチェンジする戦士。ドン10話では前田真利菜がアバターチェンジした。変身音声は「よっ!オニに金棒!」。名乗り口上は「マンガのマスター」。近接戦用の金棒・フルコンボウを専用武器とし、ミサイルのようにトゲを連射するほか、トリッキーな動きを行う。
- ドンモモタロウとは最小限に差別化され、サングラスと鬼の角のような意匠、口元の形状を変更している。肩のスパイクは「鬼に金棒」のイメージで、当初提案されていたパンクな感じのデザインの名残りであるという。
- フルコンボウはアップ・アクション兼用の一点物が制作された。オニシスターのスーツアクターを務める下園は、はるかを演じる志田との身長差はなく、身長差を埋めるための厚底ブーツは履く必要はないが、オニシスターは甲冑があり、面が大きいことから、縮まって見えることから、できるだけインソールを入れているという。
- フルコンボウは芯材があるため意外に重く、オニシスターのスーツアクターを務めた下園愛弓は自然なスイングができるようにバッティングセンターに通い、鍛えたという。ドン10話に登場した真利菜がアバターチェンジしたオニシスターは、はるかの活発さを抑えて年上をイメージして演じたという。はるかがドンブラスターが両手持ちであったのに対して、真利菜は関係性がすでに出来上がっていて戦い慣れていることから片手持ちにしたという。

ゴールドンオニシスター
ドンブラスターにオミコシフェニックスを合体させてゴールドアバターチェンジしたオニシスターの最強形態。未来のはるかが使用した。

犬塚 翼（）
無実の罪を着せられ、指名手配され、逃亡しながら真犯人を探している逃亡者。1997年4月3日生まれの24歳→25歳。皮肉屋の嫌われ者で、他人を信用せず利己的。高所恐怖症や猫舌でもある。料理もプロ級の腕前を持つ。
一年前は夏美とともに売れない劇団員であったが、役者仲間とともに山荘に泊まった際に獣人の襲撃に遭い、適合者であった夏美を獣人にさらわれ、一年間誰にも口外しなければ夏美と再会できるという約束を獣人と交わしたことで夏美失踪事件の被疑者と目されて指名手配された過去を持つ。
つよしのタレコミで逮捕されるが、獣人絡みの事件の真相を探るため夏美を観察して獣人についての情報を提供してくれれば、指名手配を取り消すとゆり子から取引を持ちかけられてその疑いが晴れる。だが、釈放された後に狭山に成り代わった猫の獣人によって襲われたアノーニを助けようと狭山の身体に突進した際に獣人の森へと送られた後、猫の獣人によって口に猫の折り紙を押し込まれたことでその姿をコピーされてしまい獣人の森に拘束されるが、椎名ナオキ（未来の〈別時空の〉はるか）によって救出されたことで人間界に帰還したことで自身をコピーした猫の獣人を倒す。だが、キビ・ポイントを使ってソノニを生き返らせた代償で再び指名手配犯となってしまう。夏美を救出した後、つよしに夏美を紹介する。最終的に夏美とは破局し、ソノニと共に逃亡生活を送る。
イヌブラザー
犬塚翼がアバターチェンジする戦士。ドン31話では乾龍二、ドン36話では翼の姿をコピーした猫の獣人がアバターチェンジした。変身音声は「よっ!ワンダフル!」。名乗り口上は「逃げ足ナンバーワン!」。身長100センチメートルで、俊敏さと小柄な体を活かしたスピード戦法で敵を翻弄する。
- 小さな犬でデザインするとリアルな犬になってしまうため、マスコットキャラのようなプロポーションとして、カートゥーン系のキャラのイメージでデザインしている。サングラスの上の眉毛パーツは、豆柴のイメージで麻呂眉を付けている。
- 全編CGで描かれるが、他のキャラクターとの絡みやアップ時には全長約1メートルのギニョールの造形物が制作されている。ワイヤーが内部に仕込まれ手を組むなどのポージングが可能。ドン23話では新規で腰回りのパーツが作られた。
- 変身バンクはサイズが変わる前の素材がないため、ドンモモタロウの首から下を黒くしている。

雉野 つよし（）
メンバー最年長の33歳。11月3日生まれ。コンサルタント会社・フェズントコンサルタントに勤めるサラリーマンで、妻帯者。そのため、他のメンバーとは違い失う物がない。
ごくごく平凡で、妻のみほとは幸せな新婚生活を送っていたがある日、サングラスを装着したことでキジブラザーとなり、それに起因して不幸が続くようになる。
みほを大切に思っている愛妻家で、みほに害をなす者はたとえヒトツ鬼に欲望を支配された人間であっても何をしても許さず、見捨てる行為に及ぶこともある。ドン15話では、みほを傷つけられたことを許せないという欲望が暴走して激走鬼になってしまったが、タロウとジロウによって元に戻された。ドン33話では、ソノイに誰にもみほを渡さないという欲望を開放されたことで太陽鬼となるが、ゴールドンモモタロウによって元に戻される。その後、妻のみほを探し回るあまり、帰ってきてほしいという欲望が暴走して百獣鬼となり、ソノシ・ソノゴ・ソノロクに消去されてしまうが、獣人の森にある許しの輪を回したソノイにより、他のヒトツ鬼になって消去された人々とともに闇の空間から解放され、元に戻される。
アノーニや翼からみほの正体が夏美をコピーした獣人であることを知らされ、受け入れらずにいたが嘘をつけないタロウからも事実であることを聞かされたことで事実と認める。
みほを喪った後、みほを忘れて新しい生活を送るため、フェズントコンサルタントを退社して引っ越すことを決めるも、夏美から「夢の続きを見ませんか?」と告げられる。
キジブラザー
雉野つよしがアバターチェンジする戦士。変身音声は「よっ!トリッキー!」。名乗り口上は「トリは堅実!」。身長220センチメートルのスレンダーボディーで、空中戦に長ける。
- 背中のビーム状の羽は、CGでしかできないこととして、関節が離れていて謎のビーム波のようなもので繋がっていたり、ロボット型の戦士としてデザインされていた際の名残りであるという。『宇宙戦隊キュウレンジャー』のワシピンクが生の羽であったことから、それとは異なる方向性ということでサイバーな羽となった。頭の鶏冠の後ろや肩の側面がダクト状のディテールになっているのはメカの名残りであるという。
- 全編CGで描かれるが、他のキャラクターとの絡みや部分アップ時には全身のスーツの造形物が制作されている。
- キジの特徴を反映させるために「ケンケンケンケンケーン!」というキジの鳴き声や、「キジチョーップ」など子供が真似しそうなものを言っているという。

桃谷 ジロウ（）
ドン14話より登場。21歳。物語開始から遡ること21年前、赤ん坊のころに桃型のカプセルに乗り、人間界に流れ着いた。駐在の寺崎に拾われて華果村の施設で育てられ、16歳で新聞配達で生計を立てながら一人暮らしを始めるまでの間に内なる声からの命令でひたすら体を鍛え続け、幼いころから憧れていたヒーローになるために内なる声に導かれて華果村を出て脳人と戦うドンブラザーズの前に現れる。しかし、初戦ではポーズのみがヒーローで石ころを脳人に投げつけるだけであり、はるかたちからは「ヒーロー番組見すぎのヒーローマニア」と勘違いされたが、内なる声によってドンドラゴクウへと覚醒する。
普段はフードデリバリーの配達員をしている純真無垢な陽気で明るい熱血漢で、思い込みが激しい良くも悪くもマイペースな変わり者。いらないお節介を焼くなど他人に迷惑をかけることもしばしばだが、ヒーローを目指しているだけもあって、幼少期から己を磨いていた努力家で、上京してからも鍛錬は欠かさない。
ドンという名前にこだわりを持ち、タロウに代わる者として、主人としての存在を目指すようになる。それゆえにタロウにお供扱いされることを良しとしておらず、尊大な羞恥心と臆病な自尊心が臨界点を迎えるともうひとつの人格である「危ないジロウ」が表出するという厄介な性質を持っており、自分一人がヒーローになるという欲望から普段の明るい性格とは打って変わって低くドスの利いた声を発しながらタロウをライバル視して排除しようとしたり、敵味方問わずに襲うようになる。この状態ははるかのビンタなどで我に返ると元に戻るが、豹変していた際の記憶は一切ない。このような性質と上記のお節介を焼く一面からタロウやそのお供たちからは問題児として腫れ物扱いされている。しかしタロウからはその個性を「面白い」と評されてお供たちほど問題視されておらず、真一から「憎めない」と言われるなど、次第にお供たちからも受け入れられるようになる。なお、元は「危ないジロウ」としての人格が先天的な人格であったが、幼少期に友人たちと「かごめかごめ」で遊んだ際にジロウとしての人格が表出し、以降はジロウとしての人格が主人格になる。
やがて「危ないジロウ」が自身の体から一時的に分裂して出現し、互いの人格に干渉したり共闘したりすることができるようになり、同時にロボタロウにアバターチェンジできるようにもなった。
タロウやはるかたちがイヌブラザーの正体に気付いていない中で、臭いでイヌブラザーが翼であることを見抜いていた。
華果村に帰郷した際に寺崎がペンギンの獣人であり、自身が獣人の森の守り人として育てられたこと、さらにはルミをはじめとした幼なじみが寺崎が作った幻であったことを知り、寿命を迎えた寺崎が死んだことでルミたちも消滅したことでひどく落ち込むが、闇ジロウの励ましを受けるとともに彼の人格と融合したことで立ち直り、以前よりも落ち着きのある性格となった。
- クールでカッコいい追加戦士ではソノイと重複することから、全く異なるキャラクターとしてバカにされても頑張る努力家ということとなった。また、濃いキャラが揃っている中での追加戦士であることから、唯一故郷を持たせることで、うざいキャラではあるが、「ジロウには故郷があり、幼馴染とも仲がいい」と視聴者がホッとするという。前作『ゼンカイジャー』のゾックスのように第三勢力で「混ざっていない後輩キャラ」にしていたが、脚本の井上は「混ぜたくない人」として「処刑」という台詞を入れ、変身後も人格ごと変えるものとなった。
- ジロウの際は「ニッコニコのやつで弟感を出してほしい」と言われて犬のような弟キャラをイメージしていたが、監督の渡辺から自分が出せる150パーセントくらいから50パーセントさらに上乗せするくらいの明るさが欲しいと言われ、それを意識して演じていたといい、闇ジロウは夏の劇場版のアフレコが最初の演技であったといい、喋らずに獣の唸り声を入れていたという。新しいジロウはかなり高めに精神年齢を設定して演じたという。
- 衣裳の上腕のリングは、2、3キロ落ちた状態で採寸をしたため、常に腕を鍛えていた時期もあったというが、後にゴムを間に入れて改良されたという。

ドンドラゴクウ
桃谷ジロウがアバターチェンジする戦士。変身音声は「超一龍!アチョー!」。ドン37話での名乗りは「筋骨隆々」。お供たちのサングラスによって他のメンバーにアバターチェンジすることも可能。カンフープレイと棒術を駆使して戦う。必殺技はライトニングドラゴンフラッシュ。
- 桃太郎をモチーフとしたレッドに対するモチーフとして、浦島太郎や金太郎という意見も出る中で、本作品がアジアでも映像配信されることから、アジア圏でも周知のあるキャラクターとして、少し雰囲気を変えて孫悟空となったが、サルはサルブラザーと重複し、豚モードやカッパモードにチェンジする案もあったが、もっと強いモチーフとして日本と中国共通で強いイメージのある龍と虎がモチーフとなった。
- マスクのドラゴンのグラフィックのモチーフは香港市街のネオンサインだが、電飾などはアクションを考慮して施されておらず、VFXによって発光が表現されている。孫悟空の緊箍児は龍の鼻の穴にしており、龍を胸部にも描いている。

ゴール丼ドラゴクウ
『VSドンブリーズ』に登場。虎的盾鑼とオミコシフェニックスに似た丼フェニックスを用いて変身するドンドラゴクウの強化形態。
ドントラボルト
「危ないジロウ」の人格が表出したジロウがアバターチェンジする戦士。ジロウから体が一時的に分裂してジロウとともにアバターチェンジすることもある。変身音声は「エクストラホアチョー!」。ドン37話での名乗りは「俺が最強」。ダイナミックかつ獰猛な攻撃を得意とする。必殺技は雷刃闇駆白虎（）。
- デザインコンセプトはドンドラゴクウと同様のもので構成され、キーカラーは銀となっている。マスクには虎の顔の意匠を額に入れ込んでいる。孫悟空の緊箍児は虎の鼻の穴にしており、虎を胸部にも描いている。
- アップ・アクション用のものが1着ずつ制作されたほか、光沢感のあるタイツ生地のものも1着ずつ制作された。ドンドラゴクウと共通の下半身とタイツに胸パーツとマスクを換装することで表現している。アップ用スーツのタイツはややルーズに作られているため、光沢感がある一方で、シワが寄ることで光沢の陰影が映える形となっている。

### ドンブラザーズの関係者
桃井 陣（）
タロウの育ての養い親。タロウを拾って以降、年を取っていない。何らかの罪を着せられて異空間にあるバーチャル刑務所に収監中で、各所にアバターとして出没する。タロウに不思議なサングラスを配り、4人のお供を集める。
その正体はタロウを拾って育てた罪で収監されて守護人となり、罰を受け、人間世界と脳人の世界の境界にある獣人の抜け道を防ぐための守護の要石として幽閉されていた人間であり、ソノイたちとも面識がある。
- 陣を演じる和田は、フードを被ることで陣のスイッチのONとOFFを表現したという。

五色田 介人（）
はるかがアルバイトをしている喫茶どんぶらのマスター。陰ながらにドンブラザーズの活動をサポートする。
その顔は前作『機界戦隊ゼンカイジャー』の同姓同名の主人公に酷似しており、「ヒーローとして生まれ、ヒーローとして戦い、ヒーローであり続ける者」と語ってゼンカイザーブラックに変身し、関係性は不明だが、寡黙な性格であるなど全く異なる人物である。
- 白倉の意図で、介人が続投することが決まっていたため、介人の居場所としてかつての駄菓子屋を居抜きで改造して喫茶店にしたというイメージで、直接関係はしないが、臭いだけ残すものとなった。
- 介人を演じる駒木根は、テレビドラマ『HERO』で田中要次が演じるバーのマスターをイメージしているという。

ゼンカイザーブラック
五色田介人がゼンカイザーギアとギアトリンガーで変身する戦士。『機界戦隊ゼンカイジャー』のゼンカイザーに酷似した姿だが、そのつながりは不明で、額の角とゴーグル、バックルのVマーク以外はカラフルさが抜け、モノトーンの姿となっている。
- マントを被っているようなデザイン案もあったが、虹色であるとドンモモタロウが弱く見えてしまうという懸念があり、ドンモモタロウを派手にしていく方向で進んでいたが、ドンモモタロウを立たせるためにグレーにして派手さを抑え、落ち着かせている。また、『ゼンカイジャー』に登場したセッちゃんを黒くして続投させるアイデアもあった。
- スーツは新規でアップ・アクション用が1着ずつ制作された。

雉野 みほ（）
つよしの妻。美容師。美容師としては優秀といわれている。
その正体は鶴の獣人が夏美をコピーして、みほという異なる人格を演じた姿で、狭山に成り代わった猫の獣人と人間離れした身体能力で戦ったこともある。
だが、突如として夏美の人格と記憶を取り戻したと同時にみほとしての記憶を失い、翼と同棲するようになった。その後しばらくして、再びつよしのもとへ帰ってきた。
しかし、本物の夏美が翼によって獣人の森から解放されたことで獣人のみほは不可殺ではなくなり、猫の獣人たちと戦ったことで命を落とす。
- 当初は獣人という設定はなかったというが、ドン5話でみほと夏美が同じ顔であると台本に書いてあり、あくまでもみほは雉野の家族という位置づけであったが、夏美と同一人物であったことから、翼とつよしを大きく動かす重要なキャラクターになるとして、ソノニ役のオーディションを受けていた20代の女優の中でプロデューサーの武部の推薦で新田が選ばれたという。
- みほを演じる新田は、獣人の場合は出る限り最も低い声を出している。

倉持 夏美（）
翼と交際していた劇団員の女性。顔は雉野みほと瓜二つ。みほと同様に美容師志望であった。
一年前に適合者として獣人によって異空間へとさらわれ、消息を絶つ。その後は鶴の獣人によって口に獣人の折り紙を入れられたことで身体をコピーされ、夏美の夢によって「雉野みほ」という人格を演じて人間界に現れた。
だが、獣人の森に囚われていた本物の夏美はタロウとともに獣人の森に侵入した翼によって救出される。翼から今までの状況について十分な説明を受けられなかったこと、彼からつよしを紹介されたことでみほとしての記憶がよみがえったこともあり、翼に別れを告げ、つよしの元へと向かった。
- 夏美を演じる新田は、自信のある翼よりもさらに上回る自信家であり堂々としていて、みほとはまた異なる女性の強さがでることを意識したという。

鬼頭 ゆり子（）
はるかの叔母で、王苦署の警部補。

## ドンブラザーズの装備・戦力

### 共通装備
アバタロウギア
ドンブラザーズが変身などに用いる赤い歯車型ギア。これを使用することで強力なアバターであるアバタロウにアバターチェンジする。
歴代のスーパー戦隊のアバタロウギアを用いると、その戦隊の戦士の姿にアバターチェンジすることが可能。ただし、全員が共通のギアを使用するため、各メンバーに対応した色にしかチェンジできない。
ヒトツ鬼が倒されると、それと同じ力が込められたセンタイギアがアバタロウギアへと変化し介人の手に渡る。また、ゼンカイザーブラックがヒトツ鬼から手に入れたギアは、自動的にドンブラザーズのドンブラバックルに転送される。ドンドラゴクウが使用した場合は追加戦士にアバターチェンジする。
- 前作『ゼンカイジャー』をアイテムとしても繋ぐものを出すこととなり、本作品にも「ギア」をモチーフとしたアイテムを出すこととなった。

| 名称                 | 効果                                                      | 備考 | 初登場   |
| -------------------- | --------------------------------------------------------- | ---- | -------- |
| ドンモモタロウ       | ドンモモタロウへの変身                                    |      | ドン1話  |
| オニシスター         | オニシスターへの変身                                      |      | ドン1話  |
| キジブラザー         | キジブラザーへの変身                                      |      | ドン1話  |
| ゼンカイジャー       | ゼンカイジャーへの変身                                    |      | ドン1話  |
| リュウソウジャー     | リュウソウジャーへの変身 騎士竜一桃リュウソウ斬（）の発動 |      | ドン1話  |
| イヌブラザー         | イヌブラザーへの変身                                      |      | ドン2話  |
| トッキュウジャー     | トッキュウジャーへの変身                                  |      | ドン2話  |
| サルブラザー         | サルブラザーへの変身                                      |      | ドン3話  |
| ルパンレンジャー     | ルパンレンジャーへの変身                                  |      | ドン3話  |
| オーレンジャー       |                                                           |      | ドン4話  |
| パトレンジャー       | パトレンジャーへの変身                                    |      | ドン5話  |
| ジュウオウジャー     | ジュウオウジャーへの変身                                  |      | ドン6話  |
| ファイブマン         | ファイブマンへの変身                                      |      | ドン7話  |
| キラメイジャー       |                                                           |      | ドン8話  |
| ゴーバスターズ       |                                                           |      | ドン9話  |
| ゴーカイジャー       |                                                           |      | ドン10話 |
| ニンニンジャー       | ニンニンジャーへの変身                                    |      | ドン11話 |
| キュウレンジャー     |                                                           |      | ドン12話 |
| キョウリュウジャー   |                                                           |      | ドン13話 |
| ターボレンジャー     |                                                           |      | ドン14話 |
| ドンドラゴクウ       | ドンドラゴクウへの変身                                    |      | ドン15話 |
| カーレンジャー       |                                                           |      | ドン15話 |
| ジュウレンジャー     |                                                           |      | ドン16話 |
| ドラゴンレンジャー   | ドラゴンレンジャーへの変身                                |      | ドン16話 |
| ジェットマン         |                                                           |      | ドン17話 |
| ゴーオンジャー       |                                                           |      | ドン19話 |
| ダイレンジャー       | ダイレンジャーへの変身                                    |      | ドン20話 |
| キバレンジャー       | キバレンジャーへの変身                                    |      | ドン20話 |
| シンケンジャー       |                                                           |      | ドン21話 |
| メガレンジャー       |                                                           |      | ドン22話 |
| キョウリュウゴールド | キョウリュウゴールドへの変身                              |      | ドン22話 |
| ゲキレンジャー       |                                                           |      | ドン23話 |
| カクレンジャー       | カクレンジャーへの変身                                    |      | ドン24話 |
| ゴーグルファイブ     |                                                           |      | ドン25話 |
| マジレンジャー       |                                                           |      | ドン27話 |
| ダイナマン           | ダイナマンへの変身                                        |      | ドン28話 |
| アバレンジャー       |                                                           |      | ドン29話 |
| フラッシュマン       |                                                           |      | ドン30話 |
| ゴセイジャー         |                                                           |      | ドン31話 |
| ボウケンジャー       |                                                           |      | ドン32話 |
| サンバルカン         |                                                           |      | ドン33話 |
| デカレンジャー       |                                                           |      | ドン34話 |
| ライブマン           |                                                           |      | ドン35話 |
| ゴーゴーファイブ     |                                                           |      | ドン36話 |
| ギンガマン           |                                                           |      | ドン37話 |
| デンジマン           |                                                           |      | ドン38話 |
| ジャッカー電撃隊     |                                                           |      | ドン39話 |
| リュウソウゴールド   | リュウソウゴールドへの変身                                |      | ドン39話 |
| タイムレンジャー     |                                                           |      | ドン40話 |
| マスクマン           |                                                           |      | ドン41話 |
| ゴレンジャー         |                                                           |      | ドン42話 |
| バイオマン           |                                                           |      | ドン44話 |
| ガオレンジャー       |                                                           |      | ドン45話 |
| チェンジマン         |                                                           |      | ドン48話 |
| バトルフィーバーJ    |                                                           |      | ドン48話 |
| キングオージャー     |                                                           |      | ドン49話 |
| ハリケンジャー       |                                                           |      | 劇場版   |
アバタロウギアアルター
ドンモモタロウが使用する水色のアバタロウギアで、手のひらサイズの特別なアバターであるアルターにアルターチェンジすることが可能。
| 名称                     | 効果                             | 備考 | 初登場   |
| ------------------------ | -------------------------------- | ---- | -------- |
| ドンモモタロウアルター   | ドンモモタロウアルターへの変身   |      | ドン2話  |
| トッキュウジャーアルター | トッキュウジャーアルターの実体化 |      | ドン3話  |
| ジュウオウジャーアルター | ジュウオウジャーアルターの実体化 |      | ドン6話  |
| リュウソウジャーアルター | リュウソウジャーアルターの実体化 |      | ドン8話  |
| ドンドラゴクウアルター   | ドンドラゴクウアルターへの変身   |      | ドン16話 |
| ニンニンジャーアルター   | ニンニンジャーアルターの実体化   |      | ドン17話 |
| ルパンレンジャーアルター | ルパンレンジャーアルターの実体化 |      | ドン41話 |
| パトレンジャーアルター   | パトレンジャーアルターの実体化   |      | ドン41話 |
ロボタロウギア
ドンモモタロウが使用する金色のギアで、ヒトツ鬼ングと戦闘するためのロボロボタロウのデータを引き出す。
| 名称                         | 効果                                          | 備考 | 初登場   |
| ---------------------------- | --------------------------------------------- | ---- | -------- |
| ドンゼンカイオー             | ドンゼンカイオーへの合体                      |      | ドン5話  |
| ドンロボタロウ               | ドンロボタロウへの変身                        |      | ドン9話  |
| オニシスターロボタロウ       | オニシスターロボタロウへの変身                |      | ドン10話 |
| サルブラザーロボタロウ       | サルブラザーロボタロウへの変身                |      | ドン10話 |
| イヌブラザーロボタロウ       | イヌブラザーロボタロウへの変身                |      | ドン10話 |
| キジブラザーロボタロウ       | キジブラザーロボタロウへの変身                |      | ドン10話 |
| ドンオニタイジン             | ドンオニタイジンの巨大化                      |      | ドン12話 |
| 虎龍攻神（トラドラゴンジン） | ドンロボゴクウへの変身 ドンロボボルトへの変身 |      | ドン23話 |
| 暴太郎極（）                 | ゴールドンオニタイジンへの合体                |      | ドン34話 |

### 初期メンバーの共通装備
ドンブラスター
ドンブラザーズの変身に用いられるサングラス型変身銃。ギアテーブルにアバタロウギアやセンタイギアをセットしてスクラッチギアを回してトリガーを引くことでギア内部のアバターデータを実体化し、アバターチェンジする。
他のメンバーがアバターチェンジするとアバタロウギアを装填したドンブラスターによって強制的にアバターチェンジさせられてそのメンバーがいる場所に転移し、チェンジオフすると元の場所へ送還される。しかし、変身は必ずしも強制ではなく、変身される前にアバタロウギアを外せば変身はせず、転送を拒否することも可能。
必殺技は天面の青いボタンを押してスクラッチギアを回すことで発動する狂瀾怒桃（）・ブラストパーティー。
- ギアトリンガ－よりもインパクトのある見た目にするため、サングラスを付け、ガトリング1門であったギアトリンガ－に対して、こちらは2門付けるようにしようとしたが、ギアの読み込みギミックとガトリング2門を回すこととの両立は厳しかったため、2つの銃口があるビーム砲となった。
- ダイヤルやバレル、ギアなどが連動するフルギミックのものが3丁、軽量化されたハーフギミックと呼ばれるアップ用のものが2丁、アクション用のものが5丁制作された。
- 変身や必殺技の音声を童謡の「桃太郎」になぞらえたり、歌舞伎風であるのはオーダーによるものであったが、センパイジャーへのアルターチェンジ時に「大先輩」を「でぇせんぱい」に聞こえるようにしているのは、音声を担当した濱野大輝が提案したものであるという。

ドンブラバックル
アバタロウギアが入ったベルトのバックル。
- 撮影用プロップは、アップ用・アクション用のほかに、開閉ギミックが付いたものが用意された。

### ドンモモタロウの装備
ザングラソード
ドンモモタロウの専用武器であるサングラス型大太刀。ドンブラスターの天面に鍔中央のスクラッチギアをタッチさせることで、ドンブラスターに装填したギアの能力を宿した剣技が可能。スクラッチギアを回して相手を断ち切る必殺奥義ザングラソード・快桃乱麻（）が得意技。さらにお供たちのドンブラスターによる援護射撃と共に敵に放つ必殺奥義桃代無敵・アバター乱舞（）、エネルギーを仲間のドンブラスターから貰って敵にすさまじい斬撃をぶつけるダブルパワースラッシングがある。
- モチーフはサングラス。
- アップ用プロップのほかに、電飾のLEDが仕込まれたものも制作され、プロポから遠隔操作することでレインボーカラーに発光させている。
- アクション監督の福沢は、両手で重い刀を持って遠心力で振り回すのを意識したといい、浅井も同じ方向に遠心力で振るようにしているという。

オミコシフェニックス
ドンモモタロウが指笛で召喚する御神輿をモデルとした黄金鳥。キビ弾丸をクリアユニットから撃ち出す。
- 劇中に登場するお神輿の上にいる鳳凰から連想して、オミコシフェニックスとなった。羽根のレリーフは、浅草の仲見世に売られている、日本画が彫刻されているような鉄のキーホルダーをイメージしている。
- アップ用モデルには変形ギミックが仕込まれている。

### ドンドラゴクウ / ドントラボルトの装備
龍虎之戟（）
ドンドラゴクウ / ドントラボルトのドラゴン流変身武具。アバタロウギア ドンドラゴクウを矛モードの中央部に読み込むことでギア内部のアバターデータをロードしてドンドラゴクウにアバターチェンジする。
- 矛の先端は火を吐く龍の頭部になっている。
- アックスモードのアップ用モデルは展開用ギミックが組み込まれている。

虎的盾鑼（）
ドンドラゴクウ / ドントラボルトの銅鑼型のタイガー流変身武具。エネルギー気功弾や必殺ショットを発射するほか、5つのギアテーブルにアバタロウギアをセットしてアルターチェンジやスーパー戦隊の追加戦士へのアバターチェンジを行う。
- アップ用は回転ギミックが仕込まれており、アクション用はギミックが省略されて持ち手部分はワイヤーになっているほか、小ぶりのスーパーアクション用が用意された。

### エンヤライドン
ドンモモタロウが搭乗するバイク型のメカ。4基のハイパワーエンジンをリアカウルに搭載している。敵の攻撃をフロントのアバターシールドで跳ね返す。脳人レイヤーに突入する際に使用する。巨大化も可能。
- 『ゼンカイジャー』で使われていなかったモチーフとして、ドンモモタロウが1人でしか出てこず、1人乗り用のビークルとして、子供が多く持つ玩具である『ゼンカイジャー』の1号ロボであるジュランと半身合体できる体積を持つボリューム感のビークルとしてバイクが選ばれた[79]。ギアトリンガ－テイストがデザインに入っているのは、ゼンカイジャーとのコラボ要素でもあるほか、デザイン時には完全にドンモモタロウのモチーフが決まりきっていなかったからであるという[9]。

ドンゼンカイオー
巨大化したエンヤライドンと『機界戦隊ゼンカイジャー』のジュランティラノがドン全界合体した姿。
武器は右腕に装備したアバターソードとエンヤライドンの風防を盾とする。必殺技は右肩にセットした巨大ギアを回転させてアバターソードにパワーを充填させて稲妻を帯びさせて放つドン・ゼンカイクラッシュ、右足に巨大ギアをセットして回転させてエネルギー光弾を発射するドンレッグバスター。
- 『ゼンカイジャー』の登場時にはモーションキャプチャーではなく、藤田洋平がポーズを取り、その動きを1コマずつCGでトレースして作っている。

### アルターモード
ドンモモタロウとドンドラゴクウがアバタロウギアアルターで、ドンムラサメがニンジャークソードでアルターチェンジした小型戦闘システム。
ドン王家に連なる戦士が使用し、魂をアルターに宿すことで防御力と俊敏性が増し、数倍に回避性能が向上するが、本体を持たないドンムラサメを除いて、アルターとなっている間は本体が無防備になるという弱点を持つ。
- シリーズの定番である全員が集合して合体ロボになるものだけではなく、リーダーのドンモモタロウのみが使える専用ロボのようなものとして生まれたキャラクターである[57]。継続して「ギア」を使うというコンセプトから、レジェンド戦隊の力を借りる、というのをアバターとしてビジュアル化したものとなった[57]。

ドンモモタロウアルター
ドンモモタロウがアルターチェンジした桃太郎をモデルとしたアルター。ドンモモタロウの意思を小さなアルターに宿らせる。敵を剣で薙ぎ払い、手足を収納して桃状になって、あらゆる攻撃を跳ね返す。
- 緑のスニーカーは、桃に変形することから、桃の葉っぱとなっている。

ドントッキュウモモタロウアルター
ドンモモタロウアルターがアバタロウギア トッキュウジャーアルターで召喚したトッキュウジャーアルターと合体した姿。戦車のようなフォルムで、敵に両腕のハサミ状のフミキリアームで噛みつく。
- 特撮監督の佛田のアイデアで遮断機のハサミとなった。

ドンジュウオウモモタロウアルター
ドンモモタロウアルターがアバタロウギア ジュウオウジャーアルターで召喚したジュウオウジャーアルターと合体した姿。羽を鳥のように広げて、大空を滑空し、エネルギーキューブを敵に放つ。
- 当初はびっくり箱のような発想でドンモモタロウアルターにトーテムポールのような武装が付いてそれぞれの動物が中から出てくるものもあったが、展開図となった。

ドンリュウソウモモタロウアルター
ドンモモタロウアルターがアバタロウギア リュウソウジャーアルターで召喚したリュウソウジャーアルターと合体した姿。武器はナイトソード。炎を胸のティラミーゴヘッドから吐いて敵を焼き尽くす。
VS武器グッドストライクバズーカ
ドンモモタロウアルターが使用するルパンレンジャーアルターとパトレンジャーアルターが合体した武器。

ドンドラゴクウアルター
ドンドラゴクウがアルターチェンジしたドラゴンをモデルとしたアルター。ドラゴンモードに変形可能で、竜巻のように旋回して強烈な一撃を繰り出し、凄まじい威力の火炎を口から放射する。
- ドラゴンがモチーフで、ドラゴンの体型を生かしつつ簡単な変形で人型になるようにデザインしている。丸いフォルムであったドンモモタロウアルターとの差別化から、2形態とも縦に長いフォルムとなっている。ロボモードでは赤いサングラスが少し飛び出したドンドラゴクウの顔がドラゴンの口から見え、足や肩の金色パーツは筋斗雲をイメージしている。

ドンニンニンドラゴクウアルター
ドンドラゴクウアルターがアバタロウギア ニンニンジャーアルターで召喚したニンニンジャーアルターと合体した強化アルター。空中を飛行し、敵を両肩と両腕のニンニンカッターで切り裂く。
- ニンニンジャーアルターはドローンをモチーフとしており、筋斗雲代わりにしようという発想である。

ドンムラサメアルター
ドンムラサメがアルターチェンジしたサメをモチーフとしたアルター。敵を右腕のビッグソーで追い詰めて戦う。サメモードに変形可能で、サメのように噛みついて水中に引きずり込む戦法を得意とする。
- サメモードは潜水艦をイメージしており、潜望鏡も付いている。人型では右腕のサメの頭がノコギリザメに変化している。頭部はダイバーのマスクとゴーグルを付けている。

### ロボタロウ
ロボタロウギアを用いてロボタロウスキンで全身を重武装してアバターチェンジした姿。
- 当初はモモタロウアルターに変身することから、ドンロボタロウ時では等身大戦を想像していなかったという[57]。
- スーツはアップ・アクション兼用の1着が制作されている[82]。

ドンロボタロウ
ドンモモタロウがロボタロウギア ドンロボタロウを用いてアバターチェンジした桃太郎をモデルとしたロボタロウ。ドンオニタイジン・トラドラオニタイジンの中心を構成する。
背中のバーニアで素早く移動し、相手の動きを見切って放つ斬撃・心桃滅却・アバター光刃（）、前人未桃・打ち上げロボタロウ（）が得意技。
- デザイン画は人のプロポーションに合わせたものは起こされておらず、ドンオニタイジンの顔とボディーとなるドンロボタロウが描かれ、その図面やデザイン画から人間体型の着ぐるみに変換された。
- スーツなどはアップ・アクション兼用の1体が制作されている。マスクはドンオニタイジンのものを基にウレタンやポリ製のパーツを加飾して制作している。マスクは前後分割式だが、兜によって首元までの距離があるため、松葉ピンではなく面ファスナーによる固定となっている。スーツは各パーツをディテールが腹などに奢られた専用のベーススーツに装着するものとなっている。

サルブラザーロボタロウ
サルブラザーがロボタロウギア サルブラザーロボタロウを用いてアバターチェンジした猿をモデルとしたロボタロウ。両腕はかなりデフォルメされており、ゴリラに似た外観だが、あくまでもサルである。その力はサルブラザーよりも強大で、敵を激しい衝撃波で吹き飛ばす。ドンオニタイジンの両腕、トラドラオニタイジンの左腕を構成する。
- 毛並みはサルブラザーではファーで処理されていたが、硬質パーツの造形物による処理となった。毛のハネ感をレイヤー状に貼付して多層に組み合わせた毛のパーツで表現している。

オニシスターロボタロウ
オニシスターがロボタロウギア オニシスターロボタロウを用いてアバターチェンジした鬼をモデルとしたロボタロウ。肩アーマーやフルコンボウのトゲトゲを追尾型ミサイルとして発射する。ドンオニタイジン・トラドラオニタイジンの右足を構成する。
- マスクはアップ・アクション兼用の1個が制作されている。アーマーを肩、胸、腰などに装着したシンプルな強化形態となっている。

イヌブラザーロボタロウ
イヌブラザーがロボタロウギア イヌブラザーロボタロウを用いてアバターチェンジしたイヌをモデルとしたロボタロウ。この姿になると他のお供たちに似たサイズに変化する。鋭い牙と爪で素早く攻撃を行う。ドンオニタイジン・トラドラオニタイジンの左足を構成する。
- イヌブラザーと同様にフル3DCGによって表現される。

キジブラザーロボタロウ
キジブラザーがロボタロウギア キジブラザーロボタロウを用いてアバターチェンジしたキジをモデルとしたロボタロウ。スクリュー状に全身を回転させ、ドリルのように嘴で敵を貫くトリッキーな攻撃を得意とする。ドンオニタイジンの両肩とキジンソード、トラドラオニタイジンの両肩とキジンスピアーを構成する。
- キジブラザーと同様にフル3DCGによって表現される。

ドンロボゴクウ
ドンドラゴクウがロボタロウギア 虎龍攻神を用いてアバターチェンジした龍をモデルとしたロボタロウ。格闘攻撃を繰り出しながら、相手に龍の身体を巻き付けて自由を奪う。トラドラオニタイジンの中心・トラドラオニタイジン極の右腕を構成する。

ドンロボボルト
ドンロボボルトがロボタロウギア 虎龍攻神を用いてアバターチェンジした虎をモデルとしたロボタロウ。真空の刃を鋭い爪から飛ばして相手を切り裂く。トラドラオニタイジンの右腕を構成する。
得意技は轟く咆哮と共に放つタイガービーム。
- ドンロボゴクウが金のため、銀にした場合、『ゼンカイジャー』のツーカイオーと同様の組み合わせになり、ドンオニタイジンにも銀が多く使われていることから、7体が合体した際の色味の違いを意識して紫となった。

### ドンオニタイジン
5体のロボタロウが大合体した鬼退治ロボ。ロボタロウになったドンモモタロウの号令の元、4人のお供たちが文字通り、手足となって変形し合体する。この状態では等身大だが、ここでさらにドンオニタイジンのロボタロウギアを使用することで巨大ロボへと変化する。
4人のお供たちの意思はそれぞれの手足に宿っていて思考を持ち、自らの意思で攻撃をすることも可能で、等身大の状態でも床几に腰掛けていても、アノーニを蹴散らすことができるほどに強力だが、合体を解除するとタロウが数秒間の間脱力して動けなくなるという致命的な弱点がある。
武器は黒い軍配・ドンばいと背中に装填されているキジブラザーロボタロウの尻尾が変形したキジンソード。必殺技はエネルギーを集中させたキジンソードで敵の体を切り裂く一騎桃千・ドンブラパラダイス（）。
- 『ゼンカイジャー』にも登場したドンゼンカイオーを本作品の前半にも出すこととなったため、序盤はドンゼンカイオーが活躍し、本格的にその後に登場させることとなった[57]。
- 合体前と合体後でのキャラクター性の断絶という『ゼンカイジャー』での反省を踏まえ、「メンバーの顔をそのまま正面に配する」といった形で、キャラクターとしての一貫性や合体ロボとしての満足度の高さを両立する試みがなされている[出典 25]。また、DX玩具は全高約36センチと、史上最大級のスケールとなる[94][注釈 9]。
- スーツとマスクはアップ・アクション兼用の1体が制作された[95][92]。マスクは前後分割式で、眼には電飾が設けられている[95][92]。拳を握った状態のもののほかに、剣を握る際には換装用のロボディテールのグローブが装着される[95][92]。キジンソードのプロップは着脱可能で、2本を合体させた大剣はCGで表現している[92]。
- 変形前に脳人レイヤーに突っ込む宝船は、スーパー戦隊シリーズ伝統の戦闘母艦のオマージュであるという[96]。

### 虎龍攻神
読みは「トラドラゴンジン」。ドンロボゴクウとドンロボボルトが大合体した巨大龍虎ロボ。両肩の盾には両腕の武器の銘の文字が刻まれている。テンションが高ぶると、ジロウの顔が出現することもある。
武器は左腕の大きな爪神盾撃器（）とドンロボゴクウの尾である右手の大剣熱烈貫戟（）。必殺技は気を飛ばして攻撃した後、敵を長く伸ばした熱烈貫戟で貫くトラドラ奥義・炎虎龍々ジロウ'sハリケーン（）。
- ドンオニタイジンとは異なる体形のロボットとして、「パワードスーツを纏ったスリムロボ」というコンセプトとなった[57]。
- ドンオニタイジンとは合体構造自体を変えるために、外側に向けて大きくなる合体ではなく内側に閉じ込めるような合体機構となった[9]。
- スーツはドンロボゴクウにドンロボボルトが入り込む、マトリョーシカ方式[98][97]。胸の檻フレームの一部とドラゴンの鼻先は金メッキという設定であるため、光沢感のあるビニルレザーを貼り付けている[98]。神盾撃器は換装して装着している[98][97]。熱烈貫戟は芯材にグラスファイバーの釣竿を利用した軟剣と固いアップ用、アクション用がある[98][97]。
- 動きやすくするためにバンドを中の上げ底ブーツに付けて、足を締め込んで履いている[99][97]。

### トラドラオニタイジン
ドンオニタイジンと虎龍攻神が呉越同舟超絶大合体したスーパー鬼退治ロボ。
キジンソードを合体させた長槍キジンスピアが武器で、アバターホースに騎乗しながら戦い、敵を馬上から貫き倒すキジンスピア豪傑突き、敵を弓で狙い撃つドラゴンキングダムアローなどを得意とする。必殺技は天下桃一・ドンブラファンタジア（）、巨大なエネルギー矢をキジンスピアから発射して敵の体を貫く精神一桃・ドンブラシャングリア（）。
トラドラオニタイジン極
ドンオニタイジンと虎龍攻神がオミコシフェニックスとオミコシ大合体した黄金のスーパー鬼退治ロボ。
武器はゴールドンランスに神盾撃器と熱烈貫戟が合体したゴールドンランス極。必殺技はオミコシフェニックスから放たれるビームとともに7体のロボタロウの幻影で貫くトラドラ奥義・銀河桃一・ドンブラファンタジア極（）。
- 虎龍攻神のサングラスを残しつつ、桃を頭部に付けて、口の横にある葉っぱのパーツは将軍の髭のように金に塗っている。

### ブラックオニタイジンムラサメ
ドンムラサメがアバターチェンジした鮫をモデルとした巨大暗黒ロボ。
ドンオニタイジンに酷似した姿で、戦闘スタイルもドンオニタイジンと同等である。武器は2本のソーシャークソード。
- ドンオニタイジンをデジタルカラー変換したものを一部使用している[100]。

### ゴールドンオニタイジン
ドンオニタイジンとオミコシフェニックスがオミコシ大合体した黄金の巨大鬼退治ロボ。
武器はキジブラザーロボタロウの尾とドンロボタロウの胸部アーマー、オミコシフェニックスの胴体とロボタロウギア 暴太郎極が合体したゴールドンランスとオミコシフェニックスの尻尾であるゴールドンシールドで、必殺技は両足で放つ最強オニキックと全エネルギーを集中させたゴールドンランスから破壊光線を放つ不桃不屈・ドンブラユートピア（）。
- ボディにゴツゴツ付くなどデザイン的にインフレが発生するため、「暴」の文字を額に配して顔にインパクトを持たせている[9]。
- ドンオニタイジンの胸部パーツとマスクを外して、オミコシフェニックスのパーツと新規造形のマスクを換装している[100]。

### スペック
| 名称                     | 全高                         | 全幅                         | 全長                          | 重量                           | スピード | 出力                                | 初登場                                   |
| ------------------------ | ---------------------------- | ---------------------------- | ----------------------------- | ------------------------------ | -------- | ----------------------------------- | ---------------------------------------- |
| エンヤライドン           | - 2.0 m - （合体時：21.0 m） | - 1.6 m - （合体時：16.5 m） | - 4.9 m - （合体時：51.5 m）  | - 750 kg - （合体時：1,300 t） | 400 km/h | - 3,000馬力 - （合体時：500万馬力） | - 『ゼンカイジャー』第42カイ！ - ドン1話 |
| トッキュウジャーアルター | 3.5 cm                       | 3.0 cm                       | 21.0 cm                       | 1.7 kg                         | 150 km/h | 650馬力                             | ドン3話                                  |
| ジュウオウジャーアルター | 3.8 cm                       | 3.8 cm                       | - 3.8 cm - （イーグル6.0 cm） | 1.3 kg（3つの合計）            | 200km/h  | 350馬力                             | ドン6話                                  |
| リュウソウジャーアルター | 10.4 cm                      | 8.8 cm                       | 20.6 cm                       | 2.7 kg                         | 120 km/h | 700馬力                             | ドン8話                                  |
| ニンニンジャーアルター   | 3.7 cm                       | 15.0 cm                      | 15.2 cm                       | 1.6 kg                         | 250 km/h | 400馬力                             | ドン17話                                 |
| ルパンレンジャーアルター | 2.4 cm                       | 9.3 cm                       | 7.0 cm                        | 0.7 kg                         | 200 km/h | 180馬力                             | ドン41話                                 |
| パトレンジャーアルター   | 3.2 cm                       | 3.8 cm                       | 6.7 cm                        | 0.6 kg                         | 150 km/h | 160馬力                             | ドン41話                                 |

| 名称                                  | 全高                              | 全幅    | 胸厚    | 総重量  | スピード | 出力        | 初登場                                   |
| ------------------------------------- | --------------------------------- | ------- | ------- | ------- | -------- | ----------- | ---------------------------------------- |
| ドンゼンカイオー                      | 48.0 m                            | 34.0 m  | 20.8 m  | 2,500 t | 400 km/h | 1,050万馬力 | - 『ゼンカイジャー』第42カイ！ - ドン1話 |
| ドンモモタロウアルター                | - 14.0 cm - （肩上まで15.5 cm）   | 12.0 cm | 3.5 cm  | 2.5 kg  | 100 km/h | 650馬力     | ドン2話                                  |
| ドントッキュウモモタロウアルター      | 9.7 cm                            | 9.7 cm  | 15.0 cm | 4.2 kg  | 150 km/h | 1,100馬力   | ドン3話                                  |
| ドンジュウオウモモタロウアルター      | - 14.0 cm - （翼の上まで19.0 cm） | 29.3 cm | 13.5 cm | 3.8 kg  | 200 km/h | 1,000馬力   | ドン6話                                  |
| ドンリュウソウモモタロウアルター      | 15.0 cm                           | 12.0 cm | 17.9 cm | 5.2 kg  | 120 km/h | 1,350馬力   | ドン8話                                  |
| ドンロボタロウ                        | 200 cm                            | 130 cm  | 72 cm   | 200 kg  | 180 km/h | 2,300馬力   | ドン9話                                  |
| サルブラザーロボタロウ                | 160 cm                            | 152 cm  | 65 cm   | 340 kg  | 80 km/h  | 2,600馬力   | ドン10話                                 |
| オニシスターロボタロウ                | 185 cm                            | 82 cm   | 56 cm   | 250 kg  | 120 km/h | 1,900馬力   | ドン10話                                 |
| イヌブラザーロボタロウ                | 75 cm                             | 42 cm   | 180 cm  | 190 kg  | 250 km/h | 1,500馬力   | ドン10話                                 |
| キジブラザーロボタロウ                | 55 cm                             | 367 cm  | 453 cm  | 270 kg  | 200 km/h | 2,000馬力   | ドン10話                                 |
| ドンオニタイジン                      | - 55.0 m - （旗上まで75.8 m）     | 38.0 m  | 21.5 m  | 3,000 t | 300 km/h | 1,700万馬力 | ドン12話                                 |
| ドンドラゴクウアルター                | 19.6 cm                           | 7.0 cm  | 5.2 cm  | 3.5 kg  | 200 km/h | 900馬力     | ドン16話                                 |
| ドンドラゴクウアルター ドラゴンモード | 8.4 cm                            | 7.7 cm  | 40.0 cm | 3.5 kg  | -        | -           | ドン16話                                 |
| ドンニンニンドラゴクウアルター        | 22.0 cm                           | 20.0 cm | 4.0 cm  | 5.1 kg  | 250 km/h | 1,300馬力   | ドン17話                                 |
| ドンムラサメアルター                  | 15.0 cm                           | 10.0 cm | 2.8 cm  | 2.8 kg  | 150 km/h | 750馬力     | ドン18話                                 |
| ドンムラサメアルター サメモード       | 10.0 cm                           | 3.2 cm  | 19.6 cm | 2.8 kg  | -        | -           | ドン18話                                 |
| ドンロボゴクウ                        | 120 cm                            | 125 cm  | 580 cm  | 360 kg  | 200 km/h | 2,700馬力   | ドン23話                                 |
| ドンロボボルト                        | 120 cm                            | 95 cm   | 155 cm  | 230 kg  | 300 km/h | 1,700馬力   | ドン23話                                 |
| トラドラゴンジン                      | 55.7 m                            | 31.5 m  | 21.5 m  | 2,300 t | 300 km/h | 1,300万馬力 | ドン23話                                 |
| トラドラオニタイジン                  | - 60.0 m - （翼上まで65.0 m）     | 57.0 m  | 37.0 m  | 5,300 t | 350 km/h | 3,000万馬力 | ドン28話                                 |
| ブラックオニタイジンムラサメ          | 55.0 m                            | 38.0 m  | 21.5 m  | 3,000 t | 300 km/h | 1,700万馬力 | ドン32話                                 |
| ゴールドンオニタイジン                | 56.0 m                            | 57.5 m  | 31.5 m  | 3,700 t | 350 km/h | 3,000万馬力 | ドン34話                                 |
| トラドンオニタイジン極                | - 61.5 m - （翼上まで65.0 m）     | 57.5 m  | 31.5 m  | 6,000 t | 350 km/h | 3,400万馬力 | ドン36話                                 |

## 敵キャラクター

### 脳人
読みは「ノート」。人間には認識不可能な人間世界の裏に重なって存在する高次な世界・イデオンの住人で、人間界のものに興味を持つ。人類が誇る名画が並ぶアジトを拠点としている。
一方で、人間の過剰な欲望は脳人の世界を維持している人間界から生まれた波動を乱し、脳人の世界を不安定にさせて荒廃させることから、それを粛正するためにソノイたちは元老院から欲望の裁定者として遣わされ、人間の欲望から生まれるヒトツ鬼を人間ごと消去しようとしている。しかし、ドンブラザーズの攻撃によって倒されたヒトツ鬼が元の人間に戻ることを知り、彼らの存在に注目するようになり、否定していた人の欲望にも強い興味を抱くようになる。
胸の前で左腕にはめた脳人ブレスに右手を翳すことでクロス（鎧）のスキンを纏って戦士の姿に変身し、共通して胸部に脳人シールドを装着している。ソノイ・ソノニ・ソノザのドン37話での名乗りは「脳人三人衆、見参!」、ソノシ・ソノゴ・ソノロクのドン48話での名乗りは「我ら、脳人監視隊」。
- ソノイ、ソノニ、ソノザは裏テーマとして過去の東映ヒーローをモチーフとしている[出典 30]。また、頭の角は名前に応じた数が割り当てられている[109][110]。「冷徹な正義の執行者」「神の戦士」と井上のメモに書かれていたため、『人造人間ハカイダー』のミカエルが頭に浮かび、ミカエルの端正な顔立ちを古代ヨーロッパの兜に合わせて、ヒトツ鬼に対してこちらにはツノを明確に取り入れている[107]。
- 当初は記号的な存在であった脳人の組織の大きさを描くものとして、入れ替わり制という設定があったが、富永たちキャストが素晴らしかったため、入れ替えるという選択肢がなくなったという[52]。脚本の井上は、当初脳人が次々とドンブラザーズになって、最終的にドンブラザーズが50人ぐらいになって終わるというオチを考えていたという[14]。
- ソノイ、ソノニ、ソノザの劇中での立ち位置は台本では、最初は「脳人・幹部」だったが、ドン49話からは「脳人・ドンブラザーズ」とドンブラザーズへ正式に加入したことを示す表記に変えられている[111]。

ソノイ
人間が生み出す芸術や絵画に人間の不完全さを見出し、興味を持つ、非常に高貴で穏やかな物腰だが冷酷さも併せ持つ脳人のリーダー格である男。変身体では一級剣（）バロンソードと紺青の脳人シールドが武器で、騎士のような剣殺法を得意とする。強化形態では十字架のような金色のレリーフと赤い宝石が大きくなった胸シールドに追加され、レーザーを赤い宝石から放つ。ドン37話・ドン最終話での名乗りは「清廉潔白完全主義」。
人間の命は何よりも尊いと思っており、人命救助を行うこともあるが、世界を滅ぼす人間の過剰な欲望を憎んでいる。趣味は絵画鑑賞。
タロウに申し込んだ決闘で敗れ、ドンムラサメによってどこかへと連れ去られた。その後、自身の葬式が行われ、招待されたタロウに対して空っぽとなったソノイの人形が襲い掛かって身体を刺し、力を吸ったことで復活した。その後、タロウの力を取り込んだ影響でタロウのような性格と赤いメッシュが入った髪で現れ、2度目のタロウとの決闘では勝利を収める。ソノニとソノザに忠誠を誓わせ、お供にした。だが、タロウたちやソノニ・ソノザととともに初めて食べたおでんのからしで落涙したことで性格と髪だけは元に戻った。
- 芸術は分からないがファッションリーダーであるという発言について、脚本の井上は、ファッションは自分で作るのではなく、服を好みで選ぶことができるからであるという。
- 戦闘で傷ついたり、プールに入るシーンがあることから衣裳は2着用意されている。
- デザインの裏モチーフは『超人バロム・1』。スーツはアップ・アクション兼用の1着が制作された。マスクは前後分割式で、眼には電飾が奢られており、単3電池3本をマスク内に据え付け、左耳裏に設けられたスイッチで演者自身によるオンとオフが可能。胸のシールドは取り外しが可能で、撮影でも胸パーツをシールドとして使用している。一級剣バロンソードはアップ・アクション用の2種が制作された。強化体は新規パーツの胸シールドを必要に応じて付け替えるというオーダーで見た目にタロウのエッセンスが加わったことが感じられるようシールド全面が巨大な鬼面のようになったものと、これまでのシールドをよりゴージャスにした感じのものなどが提案され、後者のものが選ばれた。

ソノニ
人間界の恋愛に興味を持つ妖艶な女。変身体では分離させることで2挺の短剣にもなる二重弓（）コンドルアローと純白の脳人シールドが武器で、俊敏に立ち回る戦法を得意とする。ドン37話・ドン最終話での名乗りは「美しい花には刺がある。愛を知りたい」。
自身にナンパをしてくる男性に愛の言葉を求めるが、事あるごとに理由を付けて断っている。また、その中で翼とも知り合い、タロウたちよりも先に彼がイヌブラザーであることを知る。
翼が夏美に抱く感情に興味を抱いて接近し、翼の愛をいつしか欲するようになるが、それが最終的に自分には立ち入れない愛だと悟り、その後も翼への思いを引き摺っており、指名手配犯としてともに逃亡するようになった。
- ソノニを演じる宮崎は、声が高いため、アフレコで機械を通すと少し弱く聞こえてしまうことから、気持ち低めの声を意識しているという。
- デザインの裏モチーフは、『正義のシンボル コンドールマン』。二重弓コンドルアローはそれぞれ別にプロップが制作されている。プリントによってボディタイツをグラデーション処理している。

ソノザ
人間の喜怒哀楽に興味を持つが、未だ理解できていないため場違いなところで笑ったり泣いたりする粗暴な男。長い柄が長槍に似た傘・三刃槍（）カゲスピアと灰茶の脳人シールドが武器で、カゲスピアによる激しい三段突きやパワーで押し切る戦法を得意とする。ドン37話・ドン最終話での名乗りは「思い込んだら一直線」。
はるかの漫画『初恋ヒーロー』を偶然読んだことで魅入られ、強引に彼女に接近して続きを描かせようとし、はるかを一流の漫画家として育て上げようとすることに生きがいを覚える。それ以来、はるかから「編集長」と呼ばれ、作品づくりにアドバイスを行っている。
- デザインの裏モチーフは『ザ・カゲスター』。スーツはアップ・アクション兼用で、プリントによってタイツ地のグラデーションとして処理されている。

ソノシ
脳人を取り締まる監察官。変身体ではムチにもなるクナイ・四苦無（）レッドシャドーと深紅の脳人シールド、アノーニを召喚可能なオカリナ、ヒトツ鬼の欲望を増幅させ凶暴化させる吹き矢が武器。ドン48話での名乗りは「清潔第一」。
汚れたものを非常に嫌い、人間界の空気を邪悪と思っているため、白い粉で周囲のことを考えずに消毒する。ソノイたちからはその性格ゆえに反感を持たれている。ドンブラザーズとの一刻も早い決着を望み、ソノイたちに発破を掛けるが、気乗りしないソノイたちがタロウたちと協力して、タロウの打倒に燃える大野稔の執着心から生まれるはずであった星獣鬼に変身させられて倒されようとするが、ソノイ自らそれを阻止したことで未然に防がれる。
ドン49話ではソノイたちを加えたドンブラザーズに対抗すべく、タロウへの執念から三度もヒトツ鬼になった大野に吹き矢を撃ち込んで最強のヒトツ鬼である王様鬼に変貌させるも、手がつけられないほど凶悪になってしまったためドンブラザーズに縋り付く羽目になる。
- ソノシの登場は、脳人は入れ替わり制という初期案のある種の名残りである。
- 女性的な口調で話すが、「キャラクター性が面白くなりそう」という理由で付加されたものであり、オカマでもオネエでもないという。上流貴族の生まれでソノイとは学生時代からの因縁があるという設定があったものの、尺の都合で描かれることはなかった。
- デザインの裏モチーフは『仮面の忍者 赤影』。ドンムラサメが忍者っぽいデザインのため、忍者の意匠をなるべく強調しないようにしている。四苦無シャドーは柄部分を外してロープを取り付けることが可能で、本編は作画合成で処理されている。

ソノゴ
元老院からソノシ、ソノロクとともに派遣された美麗な脳人の戦士。自らの容姿を最高と考えており、人々を理不尽な美女問答で困らせている。変身体では五速剣キッドレイピアと淡紫の脳人シールドが武器で、素早い剣捌きを得意とする。ドン48話での名乗りは「美貌一番」。
- オネエっぽさがあるソノシと被らないように女性特有のわがままっぽさを出すより強い悪女に全振りしようと心掛け、低めの声、笑うときには口角を片方のみ上げる、腕を組んだ際の指の動きは丁寧にするなど、妖艶さをムーブで少しつけることも意識したという。
- 高井が出演に至った経緯は、高井が「ドンブラザーズに出演したい」と東映に直談判しに来たことがきっかけとなっており、スーパー戦隊に対する情熱と見た目がソノニとの差別化がつけやすいことが決め手となって起用された。
- デザインの裏モチーフは『ナショナルキッド』。仮に量産型の脳人スーツのようなものを設定してパーツ単位で変更を加えて個別化させている。全体にアラビア風の意匠でまとめ、ナショナルキッドのスチルがピンクと青に人工着色していたため、パープルのキーカラーに設定している。

ソノロク
元老院からソノシ、ソノゴとともに派遣された剛健な脳人の戦士。腕っぷしの強さが自慢だが、人々に強引な親切をして迷惑をかけてきた。変身体では六棘棒サンゼンコンと黒鉄の脳人シールドが武器で、容赦なく敵を叩き潰す。ドン48話での名乗りは「親切大好き」。
- デザインの裏モチーフは『超光戦士シャンゼリオン』。

ソノナ
脳人の冷酷無比な処刑人で、処刑したソノゴの能力を奪い、戦士体へと変身し、ミステリアスな七変化テクニックで圧倒する。

ソノヤ
脳人の処刑人で、処刑したソノロクの能力を奪い、戦士体へと変身し、武器を無慈悲にフルスイングして敵を八つ裂きにする。口癖は独特なオノマトペ。

ドンムラサメ
脳人レイヤーで光の粒が集まって生まれた人工生命体の実験兵士で、ニンジャークソードから人型戦士に実体化してアバターチェンジする。専用武器はニンジャークソードとサメ型の手裏剣。ドン最終話での名乗りは「ジョーズに目覚めた」。
対獣人用の唯一の兵器として元老院に造られたが、謎の存在であるマザーの命令によって未完成のまま元老院から脱走して現世に降臨。ドンブラザーズやドンドラゴクウ（ドントラボルト）を襲うが、獣人からアノーニを守るために戦うこともある。
マザーの命令に言われるがままに従って忠実に戦い続けていたが、本来の自分が分からなくなり、自分の中には「2人の自分」がいるとしていたが、ジロウに対して「2人の自分」がいると似たものを感じており、ジロウから「どう生きるかを2人で探す」ということを聞き、マザーもムラサメ自身の言葉に耳を貸すようにした。
ドン40話でははるかを襲撃した際に返り討ちに遭い、疲弊して逃げたところを猫の獣人に襲われるも結果的に助けてくれた翼に恩義を感じ、彼と共闘することを決める。
- キャラクターコンセプトは「サメ・ニンジャ・ロック」。企画段階には存在していなかったが、『ゼンカイジャー』で商品化予定のないステイシーが予想外の人気を博し、その反省点から生まれたため、モチーフに昔話が含まれていない。
- 強敵が出現したことで追加戦士が駆けつけるのが定石だが、その順番を逆にしてジロウよりも先に登場させ、本作品ではレギュラー・準レギュラーが多かったため、人間体を持たないキャラクターとなった。
- スーツはアップ・アクション用の各1着が制作された。アップ用スーツにはニンジャークソードを納刀するためのホルダーが背中に制作されており、背中のスリットによって着脱が可能。

アノーニ
脳人世界由来の工作員。人間に成りすまして人間社会に紛れ込んでいるが、不思議なサングラスをかけると本来の姿が見えるようになる。
脳人に忠誠を誓っており、殴槌（）アノハンマーを振るい、人間を襲うが、時にはヒトツ鬼に手を貸すこともある。
- 帽子を被ったり着衣したりして一般人に紛れ込んでいることを描写するために、装飾が何もないツルンとした全身タイツの表面に、フォーダイトをモチーフにしたデザインを描いている。

#### ドンムラサメの装備
ニンジャークソード
ドンムラサメの専用武器である背中に納刀した鮫モデルの忍者剣。ザングラソードの形状をより鋭利にし、ギザギザの刃となっている。
その正体はドンムラサメの本体で、人型にアバターチェンジするほか、アルターチェンジやスーパー戦隊へのアバターチェンジも可能。
ムラサメ自身の意識が眠り、妖刀として扱われると手にした人間は「戦え」という声に従って凶暴化し、敵味方関係なく襲い掛かるが、タロウのみは自らの意志で戦うことが可能。
- ザングラソードのカラーバリエーションで、ニンジャークソード自体が本体のため、ギア部分はギアではなくグルグルと回る4匹のサメとなった。
- プロップには電飾は仕込まれていない。剣のホルダーは、ベルトとプロテクターの接合面に設けられたスリットに通して面ファスナーで固定するほか、外すことも可能。

### 獣人
読みは「ジュート」。人間に成り代わって世界を侵食する存在で、脳人からは人間界だけではなく自分たちの世界も滅ぼしてしまうことから危惧されている。また、人間に折った折り紙を食べさせることでその姿を完全にコピーして成り代わることができるが、脳人自らの力では倒すことはできず、ソノイたちは「不可殺の者」と呼んでいる。ドンブラザーズの攻撃も同様に通じないが、対獣人用の兵器として造られたドンムラサメもしくはニンジャークソードで倒すことができ、コピー元が捕らわれていた獣人の森から人間界に帰還することによっても倒すことが可能になる。
ペンギン・鶴・猫の3種類が存在し、折り紙を折ったり操るのが特徴で、獣人が折る動物によってその強さのランクが判別可能で、位が高くなるほど知性も人間社会に溶け込めるほどになる。また、肉が好物であり、アノーニも捕食する。
猫の獣人の怪人態は鉤爪ネコクロー、鶴の獣人の怪人態は片刃剣ツルサーベルを武器とする。
元々はドン家がより安定した人間の波動の供給を行うために造った人工生命体であったが、失敗に終わり、ドン家によって森に封印されていた。その後は、守護人であった陣によって人間界と獣人の森を繋ぐ扉を封印することで人間界と脳人の世界に現れることを防がれていたが、何らかの理由で封印が解け、別の新しい扉から抜け出して人間世界に現れ、観光バスの乗客全員を襲い、その乗客のうちの一人である翼を追っていた刑事・狭山が第一の獣人として成り代わられた。また、狭山が参加したバスツアーのバスガイドの女性にも成り代わっており、折り紙による攻撃でソノイを翻弄した。
ドン王家の象徴であるペンギンの獣人は華果村の駐在でドン王家であった寺崎をコピーし、王家の跡継ぎであるジロウを育てる一方で、獣人の森の守り人を務めていたが、本物の寺崎が寿命を迎えたことで命を落とし、獣人の森に乗り込んで来たタロウと翼とソノイによって囚われていたコピー元の人々が解放され、タロウの一喝により獣人たちも森に閉じ込められる。
また、獣人がコピーした人間は、獣人の森に引き込まれて眠り続け、獣人がニンジャークソードによって倒されると元の人間自身も死んでしまうほか、コピー元の人間が寿命を迎えると獣人自身も死ぬ。
- 当初は登場予定はなかったが、脚本の井上の提案で、単なる敵役ではなく、ヒトツ鬼を狙って行動する中でドンブラザーズと対峙する脳人との三つ巴状態を解決するための共通の敵として登場させれば物語を動かす力になるというのを見据えた上での登場となった[52]。
- 首から下の意匠はすべて統一となっており、他との差別化から古風な感じにしようと中国の武侠ドラマを参考にファンタジー時代劇調にまとめ、当初は猫のみが登場することからライオン丸のようにしているが、ライオンの顔にするのではなく、たてがみも含めて硬質なオブジェ風に仕上げており、「心」と胸に書いている[128]。
- 鶴の獣人はデザイン時点ではペンギンの獣人まで出るかどうかが未確定であったため、最上位くらいの気持ちで描いており、面の部分は同族の共通性としてまったく変えず、その分、硬質化した毛の表現はより複雑で装飾的なものにして偉そうな印象になるように構成している[128]。頭部のシルエットは「毛のあるヒーロー」として、「メガロンファイヤーを放つメガロマン」をイメージしている[128]。
- ペンギンの獣人は思い切り偉そうにした鶴の獣人よりさらに高位に見せるため、鶴では変えなかった面の部分に冠のような形状を加えている[128]。アステカイザーのイメージから硬質化した毛の表現を横に広げている[128]。毛の部分は上を向いたペンギンの横顔のシルエットとなっている[128]。

### ヒトツ鬼
読みは「ヒトツキ」。強い欲望を持った人間から生まれる怪物。
憑依した人間の欲望を暴走させて、最終的に自我を失った人間の体を取り込んで鬼の姿へと変貌を遂げる。欲望だけが人間から分離した場合や、既に死亡している人物から発生するヒトツ鬼も存在する。また、憑依した人間の欲望が満たされてなくなると、憑依した人間から浄化し、新たに強い欲望を持つ人間に憑依する。基本的に脳人からヒトツ鬼が生まれることはないが、ヒトツ鬼を生み出す可能性のある人間から脳人へと成熟寸前のヒトツ鬼を移し替えることで、脳人もヒトツ鬼に変貌する場合がある。
欲望がさらに暴走し、それが脳人レイヤーと積み重なることでヒトツ鬼ングと化し、脳人レイヤーの中で大暴れすることによって破壊活動を行うことがある。
ヒトツ鬼はドンブラザーズに撃破されることで元の人間の姿へと戻るが、人の欲望を忌み嫌う脳人からも狩猟対象となっており、彼らに消去されてしまうとその元となった人間ごと消滅してしまう。だが、ドン15話で脳人によって消滅させられた人間は闇の空間に閉じ込められていたことが判明し、ソノイが獣人の森の奥地にある「許しの輪」を回したことで消去された人々も解放された。
また、ヒトツ鬼となった人間がドンブラザーズに倒されて元に戻っても欲望を捨てきれていなかった場合、再度ヒトツ鬼に変貌するケースも存在する。
- 篠原は白倉から『仮面ライダージオウ』のアナザーライダーのようにしないでほしいと言われたため、元のスーパー戦隊が持つモチーフやテーマを用いながらどれだけ離れられるかという真逆の到達点であったという[107]。「ヒトツ鬼」と言っても、倒されて人に戻ることもあるため、あえて鬼に付き物の「ツノ」を盛り込まないようにしている[107]。ヒトツ鬼ングはパーツをベースとなる素体に追加することで表現しており、当初はCGのみで描かれる想定で、素体は色違いにしやすいよう枠で装甲を区切ったり、パーツを付けやすい形の頭部にしている[131]。基本的に飾り変えができるのは頭部のみに限られて特徴が出しづらいことから、ヒトツ鬼とは逆にベースとなる戦隊ロボの持つ意匠に近づけており、ヒロイックな頭部になっても悪者っぽさが残るよう、鬼面のような意匠を胸にも大きく持たせている[131]。星獣鬼以降のヒトツ鬼はすべてのスーパー戦隊テーマが登場すると確定して、一気に残りのラフを起こし、一部はひとつのスーツを兼用にすることを前提にしつつ、新造のパーツの希望を伝える意味が大きかったという[132]。
- ベースとなるボディ部分は、「虎のパンツ」をイメージしたディテールを「鬼」であることが分かりやすい筋骨隆々としたフォルムに盛り込んでいるが、『仮面ライダーリバイス』の敵との差別化からあまりトゲトゲしくならないよう意識している[128]。最低でも2体素体を作ることになるため、色を変えるということで無難に青と思っていたが、現場からの要請で「少し色味の違う赤」にすることとなり紫に寄せたものとなった[128]。ベースをどちらの色にするかは特に指定がない場合、新規造形の頭と胸が赤っぽいか青っぽいかで振り分けている[128]。

## 設定・用語
脳人レイヤー（）
ドンブラザーズに与えられた「不思議なサングラス」越しに視ることができる不思議なセカイ。平行世界ではなく、人間世界の一つ下の層に重なって存在する表裏一体の世界で、アノーニたちが紛れて暮らしている普段目に映る世界とは違った世界。サングラス越しに見える四角い扉・ワープドアはさまざまな場所に通じている不思議な出入り口で、円形のジャンプサークルは踏むと飛ぶジャンプ台となっている。ヒトツ鬼を倒すと脳人レイヤーのみが引きはがされて単体化して浮き上がりバトルフィールドが現れる。
キビ・ポイント
英字表記は「KIBI-POINT」。タロウとジロウを除くドンブラザーズの4人のお供に与えられるポイント。管理人である介人によって管理され、戦闘によって溜まったポイントを使用することによってそのポイントに応じてどんな願いを叶えることもドンブラザーズを辞めることも可能だが、下手に使用したり、獲得したポイントに見合わない願いを叶えようとしてマイナスになると不幸が訪れる可能性もある。後者に該当するはるかは足が不自由になり、真一は俳句が詠めなくなったほか、翼も再度指名手配された。
溜めたポイントを使って、一時的にではあるが、つよしが仕事ができるようになって出世して裕福な生活を手にしたことや、はるかがドンブラザーズを脱退して元の人生を取り戻したり、真一とはるかがタロウを生き返らせたり、翼が死んだソノニを生き返らせたこともある。
ドン王家
イデオンの王族で、かつて脳人と人間の共存を唱えイデオンを壊滅の危機に陥らせたため滅亡した。滅亡の直前にドンモモタロウ（桃井タロウ）とドンドラゴクウ / ドントラボルト（桃谷ジロウ）を桃型のカプセルに乗せて人間界に逃した。
元老院
イデオンを統治する組織で、ソノイたち脳人の上司にあたる。自らの世界の安定のためにソノイたちを人間界に派遣する。

## キャスト

### レギュラー・準レギュラー
- 桃井タロウ / ドンモモタロウ - 樋口幸平[12]
- 猿原真一 / サルブラザー  - 別府由来（2 - 50）[12]
- 鬼頭はるか / オニシスター - 志田こはく[12]
- 犬塚翼 / イヌブラザー - 柊太朗（2 - 50）[12]
- 雉野つよし / キジブラザー - 鈴木浩文[12][注釈 13]
- 桃谷ジロウ / ドンドラゴクウ[注釈 14] - 石川雷蔵（14 - 50）
- 五色田介人 / ゼンカイザーブラック - 駒木根葵汰[12]（1 - 10・12 - 16・18 - 22・24 - 28・30 - 33・36・37・39・41 - 50）
- ソノイ - 富永勇也（1・2・4 - 16・18・20・22・25 - 27・29・32 - 39・41 - 50）[12]
- ソノニ - 宮崎あみさ（3 - 11・13 - 15・17・18・20・22・25 - 27・29・30・32 - 50）[12]
- ソノザ - タカハシシンノスケ（2・4 - 7・9 - 11・13 -15・17・19 - 22・25 - 30・32 - 50）[12]
- 雉野みほ / 夏美[136][注釈 15] - 新田桃子（2・4・6・8・11・13 - 17・20・23・25・29 - 31・33 - 36・38 - 41・44 - 46・48 - 50）[12]
- 鬼頭ゆり子 - 三輪ひとみ（3・12・19・30・34・35・38・40・43・44・50）
- 山田部長[注釈 16] - 滝晃太朗（2・4・6・19・25・28・36・49・50）[73]
- 狭山健児[注釈 17] - 杉本凌士（2・5・9 - 12・14・21・23・27・29・30・35・40）
- ソノシ - 廣瀬智紀（37・45 - 50）[12]
- ソノゴ - 髙井真菜（45 - 50）
- ソノロク - 小柳心（45 - 50）
- 桃井陣 - 和田聰宏（1・2・4 - 6・9・11・14・18・23・25・32・35・39・47・50）[12]

### 声の出演
- ドンブラスター、ザングラソード、ニンジャークソード、オミコシフェニックス音声 - 濱野大輝[75][137][注釈 18]
- 龍虎之戟、虎的盾鑼音声 - 朴璐美[75][注釈 18]
- ドンムラサメ - 村瀬歩（18 - 21・27・29・32・33・38・40・41・43・50）
- マザー - 能登麻美子（17 - 21・27・29・32・33・38・40・41・43・50）[136]

### ゲスト
- 吉岡[注釈 19] - 八頭司悠友（1・46）
- 春日誠 - 狩野絹成（1）
- 鈴木春男 - 霜降り明星 せいや（1）
- 記者 - 後藤公太（1・10・50）
- 金村花子[注釈 20] - 田中えみ（1・5・10）
- 花村ひとし - 本田響矢（1・10）
- 女生徒 - 川﨑帆々花（1・10）、宮下莉里花（1・10[138][注釈 21]）
- 通りすがりの老人 - 古川がん（1）
- 犬の主人[注釈 22] - 下園愛弓（1・14・31）
- 高木涼 - 我門（1）
- 広告塔の美女 - 村島未悠（1）
- 天女[注釈 23] - 河北琴音（1・2・29・50）[139]、渡辺望（1・29・32・50）[140]、井田彩花（1・2・29・32・33・50）、加藤萌朝（1・2・29・32）[141]
- 神輿担ぎ手[99][注釈 24] - 草野伸介、米岡孝弘
- 別冊ミレット編集長 - 矢田晃一（1・10）[133][138][注釈 18]
- 磯野さなえ - 松浦佐知子（2）[142]
- 磯野さなえ（40代） - 結城さなえ（2）
- 磯野さなえ（20代） - 黒木百花（2）
- 石川[73][注釈 25] - 植田敬仁（2・6・10・12・16・18・23・24・29・50）
- 竹中[73][注釈 25] - 竹内啓（2・6・10・12・16・18・23・24・29・50）
- 桐山[73][注釈 25] - 遊佐亮介（2・10・12・18・24・29・50）
- クロクマ - 門下秀太郎（3）
- 中年の女 - 三木美加子（3）
- 若い男 - 橋本悟志（3）
- 女性 - 新川千華（3）
- 住人 - 黒木俊穂（3）
- タロウ（幼少期） - 三浦綺羅（4・5・18・41）
- 水野幸雄 - きづき（4）
- おにぎり屋スタッフ - 奥田夢叶、川合諒（4）
- 朝田刑輔[143][注釈 26] - 高田将司（4・5・31・34 - 36・43・48・49）
- 刑事 - 齊藤謙也（5・11・12・28・35・49・50）、宮川連[144][注釈 24]（5）、藤田洋平（11・34・49・50）
- 主婦 - かとうずんこ（5）
- OL - 大塚優希（5）
- 引ったくり犯[144][注釈 24] - 寺本翔悟（5・13[145][注釈 27]）
- 切田風香[134][注釈 28] - 畦田ひとみ（6）
- 瀬良美希[134][注釈 29] - 水川碧（6）
- 森真理子[134][注釈 30] - 山下裕子（6）
- ダンディな男 - 脇崎智史（6）
- タクシー運転手 - 村尾俊明（6）
- ウェイター - 滝本圭（6）
- 同僚の女性 - 真野柚希（6）[134][注釈 18]
- 校長 - 丸井大福（7）
- 秦野[146][注釈 31] - 稲垣政成（7）
- 鈴木[146][注釈 31] - 犬飼直紀（7）
- 男子生徒 - 渡口和志、増田怜雄、助川優真（7）
- 女子生徒 - 新嘉喜由芽、内田未来（7）
- 榊 - 島田惇平（8・46）
- 若者 - 相馬理（8）
- 車泥棒[147][注釈 24] - 神前元（8）
- 井沢太一 - 塚尾桜雅（9）
- 井沢太一（老人） - 原田文明（9）
- バスガイド - 三輪晴香（9・14・27・29）
- 獣人[142][注釈 32] - 坪内守（9・27・30）
- 看護師 - 小柳ふよう、坂本佳乃子（9）
- 子ども（回想） - 城戸晴慶、戸井田竜空、地主千尋、遠藤希子、志賀由香（9）
- 前田真利菜 / オニシスター[138][注釈 33] - 片田陽依（10）
- 一平 - 橋本拓也（10）
- ラーメン屋の店員 - 中武億人（10・35）
- 大井成樹[138][注釈 34] - 久保雄司（10）
- 写真の子ども - 藤原陽人、中里瑚夏（10）
- 大野稔[121][注釈 35] - 榊原卓士（11・27・32・37・49）
- 店長[注釈 36] - 堀内充治（11・36）
- 吉良きらら - 和泉風花（12）
- かりん - 十味（12）
- コーラちゃん - 三谷あかね（12・21）
- 幼いきらら - 柚穂（12）
- きららの祖父 - 辻つとむ（12）
- シロクマ宅配便 所長 - しいはしジャスタウェイ（12・16）
- アイドルオタク - 小栗わたる（12）
- きららのファン - 平木幹太、柳沼侑良（12）
- アイドルたち - 須田理夏子、百瀬陽菜、水守美聖（12）
- 房子 - 原扶貴子（13・27）
- 買い物客 - 竹下かおり（13）、うみぐちうみ[注釈 37]（13・23・41・42）
- ナンパ男 - 三井淳平（13）
- 棋士 - 石田泰誠（14）
- 記録係 - 西野友唯（14）
- 所長 - 三上剛（14）
- バイト - 川﨑脩誠（14）
- ルミ[注釈 38] - 朝乃あかり（14・20・23・35・36・38・45・46・48）
- 寺崎[注釈 39] - 一三（14・39・45・46）
- 三増[26][注釈 40] - 森田光（14・23・45・46・48）
- 佐五[26][注釈 40] - 釈聖司[142]（14・23・45・46・48）
- 八会[26][注釈 40] - 長谷場俊紀（14・23・45・46・48）
- ジロウ（小学生）[注釈 41] - 後藤りゅうと（14・20・29）
- ジロウ（中学生） - 水澤優海（14）
- 高校生 - 溝下翼、西尾聖玄、明村智也（15）
- ゲーマー - 湊竜也（16）
- 社長 - 河野宏明（16）
- 加奈子 - 小日向ゆか（17）
- 田辺誠 - 平田雄也（17）
- 大野の母 - 水野千春[注釈 42]（18・32[142]・49）
- 鷺山美奈子 - 中心愛（19）
- 田所新造 - 井上和彦（19）
- 若者 - 若林元太（19）
- モモタロウアルター（人形操演） - 友松正人、山田はるか（20）
- 芦田 - 伊藤茂騎（20）
- ルミ（小学生）[注釈 43] - 林田美優嘉（20・29）
- 唐木 - 住友泰星（20）
- アナウンサー - 結木ゆな（20）
- ルミの母 - 城下千砂（20）
- 大臣 - ガラかつとし（20）
- 三枝玲子（声） - 島崎和歌子（20）[142]
- 白井 / 先代サルブラザー - 山崎裕太（21）
- 松井 - 殺陣剛太（21）
- 宇都宮テツ - 妹尾青洸（21）
- お嬢様 - 岡本夏穂（21）
- 組員 - 染川翔、小笠原覚（21）
- ラーメン屋店主 - プリティ望（21）
- 女性 - 真木すみれ（21）
- 豪田健太郎[148][注釈 44] - テット・ワダ（22）
- 執事 - 中山克己（22）
- 並木[148][注釈 45] - 宮本剛徳（22）
- 今村[148] - 小林虎之介（22）
- 田丸 - 天羽尚吾（23）
- 子ども - 菊池爽（23）
- ウェイトレス - 三﨑結加（23）
- 女子高生 - 松崎梨央、三田萌日香（23）
- アキ - 上村結羽（23・41[142][注釈 46]）
- 東智子 - 片岡京子（24）
- 耕一郎 - 織部典成（24）
- 耕一郎の友人 - 内海大樹、圷智弘（24）
- 校長 - 川連廣明（25）
- ドンドラゴクウアルター（人形操演） - 友松正人、山田はるか、高橋奈巳、山下潤子、加藤埜明（25）
- 獣人[149][注釈 24] - 今井靖彦、井口尚哉、五十嵐睦美（27）
- ソノイ（ビリヤード吹替）[149][注釈 24] - 大井直幸（27）
- 伊集院瑞穂 - 糸瀬七葉（28）
- 青田武夫 - 籾木芳仁（28）
- 佐野 - 湯木優輝（28）
- オークショナー - 中脇樹人（28）
- 社長・永井[142] - 若杉宏二（29）
- 幼いジロウの友人 - 豊田温大、鈴木かつき、宇都宮太良（29）
- 長老1（声）[142] - 飛田展男（29）
- 長老2（声）[142] - 辻親八（29）
- サラリーマン[99][注釈 24] - 草野伸介（29）
- 小山 - 矢野たけし（30）
- 花村静香 - 阿部瑞歩（30）
- 青年アノーニ - イノウエタイチ（30）
- イケメンアノーニ - 後藤光輝、桜井鉄也（30）
- 乾龍二 - 山岸健太（31）
- 大食漢 - 西洋亮（31）
- 女性店員 - 前田鮎花（31）
- 客 - 山口鳳華（31）
- 祥子[150][注釈 47] - ANITA（31）
- 老人 - 豊田一也（32）
- おでん屋のおやじ - 大高洋夫（34・37・38・49・50）
- 冴えない男 - 伊島空（35）
- 橘[42][注釈 48] - 仲田育史（35）
- おりがみ操演 - 友松正人、山下潤子（35・45・46）、小倉悦子（35）、金子優子（45・46）
- 久我 - 河西晃司（36）
- トレーナー - 福沢博文（36）
- 紳士 - 河合誠三郎、沓沢周一郎（36）
- 飯田典子 - 戸張美佳（38）
- 高村 - 内藤聖羽（38）
- イタリアンスタッフ - 植田慎一郎（38）
- 中華シェフ - 野田孝之輔（38）
- 中華ウェイトレス - 藤田怜（38）
- 卵屋のおやじ - 北林悌（38）
- たまき - 鵜川もえか（39・47・48）
- 真之助 - 栫良太（39・47・48）
- ドン・キラー - 樋口幸平（39）[151][注釈 18]
- ドン・キラー・キラー - 別府由来（39）[151][注釈 18]
- 武藤教官 - 松本博之（40）[142]
- 教官 - 五味涼子、蔦宗正人（40）[142]
- リアルサンタ - 螢雪次朗（41）
- 小学生男子 - 齋藤潤、鴇田蒼太郎、堀川陽菜太(41)
- 若い女 - 真野柚希（41）
- 若い男 - 奥村等士（41）
- 亀田勉 - チカトプライド（42）
- 未来の（別時空の）鬼頭はるか - 志田こはく（43）[152][注釈 18]
- 未来の（別時空の）猿原真一 - 別府由来（43）[153][注釈 18]
- ドンムラサメ（未来）の声 - 村瀬歩（43）[154][注釈 18]
- 小野力雄[155][注釈 49] - 中村圭吾（44）[142]
- 部長 - 濱田嘉幸（44）
- 女性社員 - 菖蒲菜月（44）
- カフェの客 - 村岡弘之（45）
- ソノナ - 本橋由香（49・50）[12]
- ソノヤ - 村上幸平（49・50）
- 冗談社社長 - 井上敏樹（50）[142]

### スーツ・モーションアクター
キジブラザーのモーションアクターは高田が務めており、主に歴代のピンク戦士にアバターチェンジするものの、男性の体型ではスーツが入らないことから、田畑がアバターチェンジ後のスーツアクターを務めている。
- ドンモモタロウ[出典 42]、ドンロボタロウ[12][157]、ゴールドンモモタロウ[12][157]、猿原真一（吹き替え / 43）[153] - 浅井宏輔
- サルブラザー[出典 10]、サルブラザーロボタロウ[12][143]、ドンドラゴクウ（サルブラザーチェンジ時 / 16）[158]、サルブラザー（先代 / 22）[159] - 竹内康博
- オニシスター[出典 10]、オニシスターロボタロウ[12][143]、オニシスター（真利菜 / 10）[143]、ソノニ（吹き替え / 36）[63]、鬼頭はるか（吹き替え / 43）[154] - 下園愛弓
- イヌブラザー[出典 10][注釈 50]、イヌブラザーロボタロウ[143][注釈 51]、ドンドラゴクウ（ドントラボルト共演時 / 23・25）[15][59]、犬塚翼（獣人）（吹き替え / 36）[63] - 岡田和也
- キジブラザー[出典 10][注釈 52]、キジブラザーロボタロウ[143][注釈 51]、ゼンカイザーブラック[出典 10]、激走鬼（15）[160]、太陽鬼（33）[161] - 高田将司
- ドンドラゴクウ[出典 43]、ドントラボルト[出典 44]、桃谷ジロウ（吹き替え / 23・48）[162][40]、イヌブラザー（終盤）[143][注釈 53] - 伊藤茂騎
- ドンゼンカイオー[12][99][注釈 53]、ドンオニタイジン[12][99]、トラドラオニタイジン[出典 45][注釈 53]、ゴールドンオニタイジン[出典 46]、トラドラオニタイジン極[12][注釈 53]、獣拳鬼ング[99]、大鬼ング[99]、忍者鬼ング[99] - 藤田洋平
- 虎龍攻神[出典 47]、ソノロク変身体[99]、騎士竜鬼ング[99]、地球鬼ング[99]、宇宙鬼ング[99]、獣電鬼ング[99]、高速鬼ング[99]、大鬼[99]、科学鬼ング[99]、長老2（29）、アノー二[99] - 草野伸介
- ソノイ変身体[出典 48]、ソノイ（吹き替え / 27）[163] - 森博嗣
- ソノニ変身体[出典 48]、鶴の獣人[99] - 蜂須賀祐一
- ソノザ変身体[出典 48] - 清家利一
- ドンムラサメ[出典 49]、ブラックオニタイジンムラサメ[出典 50]、アノーニ[99]、救急鬼[99]、邪鬼[99]、邪鬼ング[99]、世界鬼[99]、世界鬼ング[99] - 米岡孝弘
- イヌブラザー（43・44）[123]、ヒトツ鬼[164]、ベニツ鬼（1）[99]、海賊鬼（10）[165]、五星鬼（20）[166] 、獣拳鬼[167] 、猫の獣人[168]、ソノシ変身体[101] - 齊藤謙也
- キジブラザー（他戦隊へのアバターチェンジ後）[45]、ソノゴ変身体[64] - 田畑渚
- 雉野つよし（吹き替え / 2）[169]、手裏剣鬼（11）[71]、轟轟鬼（32）[71] - 神前元
- ヒトツ鬼[164]、特命鬼（9）[164]、超電子鬼（44）[170]、ヒトツ鬼ング[99]、イヌブラザー（50）[143][注釈 53]、椎名ナオキ（22）[26] - 井口尚哉
- 高速鬼（14）[171] 、オニシスター（他戦隊へのアバターチェンジ時）[10]、オニシスター（キリンレンジャーへのアバターチェンジ時 / 23）[167] - 大林勝
- 長老1（29）[172]、ソノロク変身体（ソノヤ変身時 / 50）[64] - 今井靖彦
- 夏美（吹き替え / 36）[63] - 宇佐見紗風
- 未来のサルブラザー（43）[143] - 蔦宗正人
- 未来のオニシスター（43）[154] - 坂梨由芽
- 未来のドンムラサメ（43）[99] - 寺本翔悟

## スタッフ
監督は『星獣戦隊ギンガマン』以来にパイロットを務める田﨑竜太、メインライターは『鳥人戦隊ジェットマン』などを執筆した井上敏樹が担当する。
本作で計測を務めるさとう真之はドン24話にて初めて撮影を務め、計6本のエピソードを担当した。
本作でチーフ助監督を務める茶谷和行は、Webムービーの演出を経てドン26話にて監督デビューを果たした。
- 原作 - 八手三郎[1]
- 連載 - テレビマガジン、てれびくん
- Special Thanks - 石ノ森章太郎
- 脚本 - 井上敏樹[1][注釈 54]、八手三郎（26）
- 音楽 - 山下康介
- 撮影 - 上赤寿一、相葉実、大沢信吾、さとう真之
- 照明 - 堀直之、本田純一、柴田守
- 美術 - 岡村匡一
- 録音 - 中山寿範、新妻聡、関根光晶
- 編集 - 須永弘志[136]（1 - 10）、金田昌吉（11 - ）
- スクリプター - 髙山秀子、國米美帆、柿﨑徳子、國米美子、坂本希代子
- チーフ助監督[注釈 54] - 茶谷和行
- 制作担当 - 𠮷川和也、中島嘉隆、石切山義貴、伊藤隆幸、田中耕作、持田一政
- ラインプロデューサー - 佐々木幸司
- 計測 - さとう真之、邊母木伸治[注釈 55]
- 撮影助手 - 山田一都（1 - 19）、加藤瞭一、長谷川統万（20 - ）
- モニター担当 - 川端健太 (1 - 10) 、瀬尾幸夫 (11-)
- Ultimatteオペレーター - 山下武昭（1 - 10）、馬場覚（11 - 50）、植松美咲（29・30・41・42）（ヨコシネデジテック）
- 照明助手 - 林大樹、堀直之、柴田守、溝渕健二、鹿野克巳、西田文彦、川名和宏 / 堀本奈穂、速川英明[注釈 56]
- 録音助手 - 原明日香、北野莉那
- 美術助手 - 安田菜々美（1 - 4）、森下千愛（31 - ）
- 装置 - 紀和美建
- 装飾 - 権田光典（45 - 50）、塩満義幸、山口康孝[注釈 57]（1 - 4・11・12）、淀名和祐介・大前瑠美、飯島奈知（13 - 25）、田中大貴（47 - 50）（東京美工）、高津装飾美術
- セット付 - 古賀琢麻、井上天見
- 衣裳 - 藤井和輝、杉山敦子 / 元木裕里有（東京衣裳）
- 脳人 衣裳デザイン - doldol dolani
- メイク - 辻真美、唐澤知子、松本智菜美 / 遠山穂波（サフェイスメイクオフィス）
- 特殊メイク - 中田彰輝・笠井千晴（20 / ゾンビストック）
- 操演 - 橋本一輝（ライズ）
- カースタント&コーディネート - 西村信宏（武士レーシング）
- 助監督 - 上窪貴一、竹内祐一、斎藤凛太朗、小池優里
- 原稿担当 - 佐々木智章
- 振付 - 彩木エリ
- 絵コンテ[注釈 54] - 田中浩二、伊藤康洋
- マットアート - 木村俊幸（Vex studio LOOP HOLE）
- アシスタントマットペインター - 原満陽子（Vex studio LOOP HOLE）
- 造型 - レインボー造型企画、前澤範、前澤まさる、吉川学
- キャラクター管理 - 佐藤藍・田山健
- 進行主任 - 金杉直子、餅田愛里咲、伊藤隆幸、石切山義貴、喜多智彦
- 制作進行 - 山崎敦貴、鈴置和己（45 - ）、鳥谷部みなみ（3 - 36・49・50）
- 制作部応援 - 石切山義貴 （1・2）
- MA - 薄井洋明
- 選曲 - 宮葉勝行
- 音響効果 - 桑原秀綱（SoundRound）
- MAオペレーター - 錦織真里
- 編集助手 - 大畑英亮・内藤瑠（1 - 10）、片瀬健太（11 - ）
- EED - 菊地光洋（東映デジタルラボ）
- EED助手 - 畑野茉里絵、大原駿也（東映デジタルラボ）
- 技術運営 - 川崎秀彦・林和哉
- 仕上進行 - 行成杏奈、川﨑堅斗（16 - 19）
- 企画協力 - 企画者104
- 資料担当 - 松井大・神内大輝
- デザイン協力 - プレックス
- キャラクターデザイン - 篠原保[136]
- はるか漫画製作 （1 - 3・5・10・21・22・32・33・37・39・43・44 - 46・49・50） / 真・初恋ヒーロー作画（9） / 似顔絵（19） - ふじもとまめ[注釈 58]
- 筆文字（1 - 3・5・7・8・11・13 - 16・18・21・22・24・25・27・29・34・37・39 - 43・45・50）/ 劇中テロップ（12） - 平原ようす
- AP - 磯田ゆう、湊陽祐・松浦大悟、小笠原栞菜
- ラインプロデューサー補 - 伊場野高嗣
- 制作デスク - 近藤孔明・山下梨乃
- 取材担当 - 平林京子
- 編成 - 川崎栞（1 - 25）、平泉季里子（26 - ）・芝高啓介（テレビ朝日）
- デジタル担当 - 渕勇二（テレビ朝日）、竹脇しをり（27 - ）[注釈 59]
- 宣伝 - 森千明
- インターネットデータ放送 - メディプレ
- Live合成
  - ディレクター - 遠藤眞一郎
  - VPDアーティスト - 植松美咲（1 - 19）、馬場覚（1 - 6）、長滝由依（7 - 25・27 - 50）（ヨコシネデジテック）
- バーチャルプロダクション制作協力 - Amineworks
- リアルタイムモーションキャプチャー - アイ・ペアーズ株式会社
- CGプロデューサー - 大内勝憲
- CGディレクター - 山田博紀
- リードエンジニア - 宇田竜司
- リードデザイナー - 坂本雄二
- Unityエンジニア - 高木楓人・長野浩貴
- プロダクションマネージャー - 戸井田怜奈
- デジタル合成
  - 日本映像クリエイティブ - 斉藤幸一・柳原嘉宣・光田望・坂本将太郎・西方寛人・水本悠友・翁長優・足立麻沙子
  - 國米修市、大谷喜朋（1 - 28）、南剛・津田侑子（1・2・9・10・39・40）
- GlitterMagic.Co・Ltd. - ChiwinBas（1・2・7 - 25・27 - ）、井出啓太（1・2・7 - 15）→ ThepinChanthaupalee（16 - 19）→ Wanwisa Polyiem（24・25・27 - ）、Chaiyaporn Riangngoen（47 - ）
- （株）特撮研究所[注釈 54]
  - 撮影 - 岡本純平
  - Bキャメ - 鈴木啓造（12 - 14・24・25）
  - 撮影助手[注釈 60] - 内田圭・高橋優作
  - 照明 - 山崎豊・福吉麟太郎
  - 美術 - 松浦芳・髙橋一・長谷川俊介、鶴田智也（1 - 6）、岩村高志（7 - 11・15 - 23）、鈴木優太（28）
  - 操演 - 和田宏之[注釈 61]・中山亨・河村有
  - 助監督 - 橋本彗
  - 現場応援 - 関谷和隆（12 - 14・24）
  - キャラクター管理 - 西谷将之（7 - 50）
  - 制作進行 - 高柳優一
- プロデューサー - 大川武宏（27 - / テレビ朝日）、井上千尋[1]（1 - 34 / テレビ朝日）、白倉伸一郎[1]（東映）、武部直美[1]（1 - 8 / 東映）、矢田晃一[1]（東映エージエンシー）、深田明宏[1]（1 - 42 / 東映エージエンシー）
- アクション監督 - 福沢博文[1]
- 特撮監督 - 佛田洋[1]（特撮研究所）
- 監督 - 田﨑竜太[1]、中澤祥次郎、渡辺勝也、加藤弘之、山口恭平、諸田敏、茶谷和行
- 制作 - テレビ朝日、東映、東映エージエンシー

## 音楽
オープニング「俺こそオンリーワン」
作詩 - 及川眠子 / 作曲・編曲 - フワリ / 歌 - MORISAKI WIN / 振付 - 彩木エリ
ドン48話では挿入歌、ドン最終話ではエンディングテーマとして使用。
オープニングが省略されたドン最終話を除き、スタッフクレジットの表示はオープニングに集約。
- MORISAKIが歌うことから、裏ノリでファンクにしたいと思い、陽なR&Bのようなノリを意識しており、一見シンプルなメロに聴こえるが、AメロもBメロも裏で入り、勢いを付けるために、サビの一発目を表にして、逆に他を全て裏にしている。元々はファンクのイメージが強かったデモであったが、アバター感が欲しいということから、デジタル感を打ち出すためにシンセの音を足している。

エンディング「Don't Boo! ドンブラザーズ」（1 - 49）
作詩 - 渡部紫緒 / 作曲・編曲 - 坂部剛 / 歌 - MORISAKI WIN
本編の終盤から次回予告にかけて挿入される。エンディング映像、スタッフクレジットの表示はない。
挿入歌
「A Battle World」（10、31）
作詩・作曲・歌 - 大西洋平 / 編曲 - 渡部チェル
「キララ・スマイル」（12）
作詩 - 金子麻友美 / 作曲 - 久下真音、金子麻友美 / 編曲 - 久下真音 / 歌 - 吉良きらら（和泉風花）
「出陣! ドンオニタイジン」（12）
作詩 - 八手三郎 / 作曲・編曲 - 山下康介 / 歌 - 濱野大輝
「君のヒーロー」（15）
作詩 - 及川眠子 / 作曲・編曲 - 山下康介 / 歌 - 谷本貴義
「燃えろ! 虎龍攻神!」（25）
作詩 - 八手三郎 / 作曲 - 山下康介 / 編曲 - 亀山耕一郎 / 歌 - NewJack拓郎
「月ノミゾ知ル。」（27）
作詩・作曲 - 高取ヒデアキ / 編曲 - 籠島裕昌 / 演奏 - ZETKI / 歌 - ドンモモタロウ / 桃井タロウ（樋口幸平）、ソノイ（富永勇也）
キャラクターソング
「永縁フェスティバル」
作詩 - ミズノゲンキ / 作曲・編曲 - 馬渕直純 / 歌 - ドンモモタロウ / 桃井タロウ（樋口幸平）
「空想談義」
作詩 - ミズノゲンキ / 作曲・編曲 - 設楽哲也 / 歌 - サルブラザー / 猿原真一（別府由来）
「Try it!」
作詩 - eNu / 作曲・編曲 - 馬渕直純 / 歌 - オニシスター / 鬼頭はるか（志田こはく）
「朧」
作詩 - eNu / 作曲・編曲 - 設楽哲也 / 歌 - イヌブラザー / 犬塚翼（柊太朗）
「マイワイフ is マイライフ」
作詩 - ミズノゲンキ / 作曲・編曲 - Tak Miyazawa / 歌 - キジブラザー / 雉野つよし（鈴木浩文）
「トライ! グッドバル!」
作詩 - ミズノゲンキ / 作曲・編曲 - 設楽哲也 / 歌 - ドンドラゴクウ / ドントラボルト / 桃谷ジロウ（石川雷蔵）
「Blue Moon」
作詩 - ミズノゲンキ / 作曲・編曲 - 馬渕直純 / 歌 - ソノイ（富永勇也）
「Jewel Pieces」
作詩 - eNu / 作曲・編曲 - 馬渕直純 / 歌 - ソノニ（宮崎あみさ）
「What's EMO」
作詩 - ミズノゲンキ / 作曲・編曲 - Tak Miyazawa / 歌 - ソノザ（タカハシシンノスケ）
「アバターパーティー! ドンブラザーズ!」
作詩 - 八手三郎 / 作曲・編曲 - 大石憲一郎 / 歌 - ドンモモタロウ / 桃井タロウ（樋口幸平）、サルブラザー／猿原真一(別府由来）、オニシスター／鬼頭はるか（志田こはく）、イヌブラザー／犬塚翼（柊太朗）、キジブラザー／雉野つよし（鈴木浩文）、ドンドラゴクウ／ドントラボルト／桃谷ジロウ（石川雷蔵）、ソノイ（富永勇也）、ソノニ（宮崎あみさ）、ソノザ（タカハシシンノスケ）
「Dark・Shark・Rock」
作詩・作曲・編曲 - フワリ / 歌 - ドンムラサメ（CV.村瀬歩）

## 制作
前作『ゼンカイジャー』にドンモモタロウやエンヤライドンが先行登場したことや、前作の主人公であったゼンカイザーが色を変更して登場したり、互換性のあるアイテムを投入させたのは、1年でリセットして次の作品にスライドさせていくというこれまで続けてきたやり方自体にメスを入れたもので、はっきりとリセットさせずに緩やかにクロスフェードしていく番組の移り変わりを目指したことが本作品の発端であったという。
令和のスーパー戦隊の有り様としてリーダーと仲間たちは非対称な構成の方が少なくとも正しいと思ったため、『ゼンカイジャー』のように非対称な1対4の形にするために、誰もが知る主人公とお供の物語の典型であり、視聴者にも観る前からそういうものであると納得するように、お供を引き連れている『桃太郎』をモチーフとしたものとなった。
どのスーパー戦隊かシルエットのみで一目でわかるチームにするため、本作品では実写アクションという大前提を一回棚に上げて、自由な発想でヒーローデザインをすることとなった。
脚本の井上は、「戦隊は集まるまでが面白い」と思っていたが、その面白さは第1話で終わりかねないため、現場に全員が駆けつけて変身するのではなく、変身した瞬間に突然離れた場所から飛ばされて来れば、変身前の姿は知らないが、ドンブラザーズとしては面識があるというシーンが作れるものとなり、戦隊としてのチームでの戦闘を売りにしつつ、戦闘と変身前の人間ドラマを切り離した形でどれだけ作れるのか、というのがアバターチェンジの発端であったという。
前作『ゼンカイジャー』で思っていたほど効果が出なかった部分や積み残したことの反省を踏まえて、様々なものに付けているといい、合体ロボットで合体すると誰だかわからなくなるため、キャラクターを保ったままの形での合体をしている。このほか、前作から続投の要素として、きちんと出会いのエピソードを描いているといい、第1話からメンバーが徐々に増えていく面白さを引っ張りたかったといい、メンバーの正体を知らない、という展開に繋がっているほか、『ゼンカイジャー』からの反省点でもあった日常エピソードを主に描きたいと思い、個々の日常が基にあって、「職業軍人」ではないということを重視している。
「暴太郎」という名称は、「アバター戦隊」か「桃太郎戦隊」かで悩んでいた企画陣に対し、ある人物が両方をまとめて「暴太郎」にすればいいと意見を出して採用された。
特撮パートにおいて「インカメラVFX」が12話より初導入され、CGが投影されたLEDウォールの前での巨大戦シーンが撮影された。

## 放送日程
- 話数のカウントは「ドン○話」と表記。
- サブタイトルは昔話のタイトルのようになっている[156]。

| 放送日         | 放送回 | サブタイトル           | 登場怪人（鬼）                                                | 脚本     | 監督       |
| -------------- | ------ | ---------------------- | ------------------------------------------------------------- | -------- | ---------- |
| 2022年03月06日 | 1      | あばたろう             | - ベニツ鬼 - シソツ鬼 - 騎士竜鬼 - 騎士竜鬼ング               | 井上敏樹 | 田﨑竜太   |
| 3月13日        | 2      | おおもも、こもも       | - 烈車鬼 - 烈車鬼ング                                         | 井上敏樹 | 田﨑竜太   |
| 3月20日        | 3      | あかりどろぼう         | - 快盗鬼                                                      | 井上敏樹 | 中澤祥次郎 |
| 3月27日        | 4      | おにぎりのおに         | - 超力鬼                                                      | 井上敏樹 | 中澤祥次郎 |
| 4月03日        | 5      | たてこもったイヌ       | - 警察鬼 - 警察鬼ング                                         | 井上敏樹 | 渡辺勝也   |
| 4月10日        | 6      | キジみっかてんか       | - 動物鬼                                                      | 井上敏樹 | 渡辺勝也   |
| 4月17日        | 7      | せんせいのむれ         | - 地球鬼 - 地球鬼ング - ベニツ鬼                              | 井上敏樹 | 加藤弘之   |
| 4月24日        | 8      | ろんげのとりこ         | - 魔進鬼                                                      | 井上敏樹 | 加藤弘之   |
| 5月01日        | 9      | ぼろたろうとロボタロウ | - 特命鬼                                                      | 井上敏樹 | 田﨑竜太   |
| 5月08日        | 10     | オニがみたにじ         | - 海賊鬼                                                      | 井上敏樹 | 田﨑竜太   |
| 5月15日        | 11     | イヌのかくらん         | - 手裏剣鬼                                                    | 井上敏樹 | 山口恭平   |
| 5月22日        | 12     | つきはウソつき         | - 宇宙鬼 - 宇宙鬼ング                                         | 井上敏樹 | 山口恭平   |
| 5月29日        | 13     | さよならタロウ         | - 獣電鬼 - 獣電鬼ング                                         | 井上敏樹 | 渡辺勝也   |
| 6月05日        | 14     | みがわりジロウ         | - 高速鬼 - 高速鬼ング                                         | 井上敏樹 | 渡辺勝也   |
| 6月12日        | 15     | おかえりタロウ         | - 激走鬼                                                      | 井上敏樹 | 渡辺勝也   |
| 6月19日        | 16     | やみおちスイッチ       | - 恐竜鬼 - 恐竜鬼ング                                         | 井上敏樹 | 加藤弘之   |
| 6月26日        | 17     | ひかりとつばさ         | - 鳥人鬼 - 鳥人鬼ング - 地球鬼                                | 井上敏樹 | 加藤弘之   |
| 7月03日        | 18     | ジョーズないっぽん     | -                                                             | 井上敏樹 | 諸田敏     |
| 7月10日        | 19     | もしもしユーレイ       | - 炎神鬼 - 炎神鬼ング                                         | 井上敏樹 | 諸田敏     |
| 7月17日        | 20     | はなたかえれじい       | - 五星鬼 - 五星鬼ング                                         | 井上敏樹 | 山口恭平   |
| 7月24日        | 21     | ごくラーメンどう       | - 侍鬼                                                        | 井上敏樹 | 山口恭平   |
| 7月31日        | 22     | じごくマンガみち       | - 電磁鬼 - 電磁鬼ング                                         | 井上敏樹 | 渡辺勝也   |
| 8月07日        | 23     | イヌ、いぬになる       | - 獣拳鬼 - 獣拳鬼ング                                         | 井上敏樹 | 渡辺勝也   |
| 8月14日        | 24     | むすこ、ににんばおり   | - 忍者鬼 - 忍者鬼ング                                         | 井上敏樹 | 加藤弘之   |
| 8月21日        | 25     | ヒーローしごとにん     | - 大鬼 - 大鬼ング                                             | 井上敏樹 | 加藤弘之   |
| 8月28日        | 26     | フィナーレいさみあし   | 総集編                                                        | 八手三郎 | 茶谷和行   |
| 9月04日        | 27     | けっとうマジマジ       | - 魔法鬼 - 魔法鬼ング - ソノイ                                | 井上敏樹 | 田﨑竜太   |
| 9月11日        | 28     | ひみつのヒミツ         | - 科学鬼 - 科学鬼ング                                         | 井上敏樹 | 田﨑竜太   |
| 9月18日        | 29     | とむらいとムラサメ     | - 爆竜鬼 - 爆竜鬼ング                                         | 井上敏樹 | 諸田敏     |
| 9月25日        | 30     | ジュートのかりゅうど   | - 超新星鬼 - 超新星鬼ング                                     | 井上敏樹 | 諸田敏     |
| 10月02日       | 31     | かおバレわんわん       | - 天装鬼                                                      | 井上敏樹 | 山口恭平   |
| 10月09日       | 32     | けっとうソノ2          | - 轟轟鬼                                                      | 井上敏樹 | 山口恭平   |
| 10月16日       | 33     | ワッショイなとり       | - 太陽鬼                                                      | 井上敏樹 | 加藤弘之   |
| 10月23日       | 34     | なつみミーツミー       | - 特捜鬼 - 特捜鬼ング                                         | 井上敏樹 | 加藤弘之   |
| 10月30日       | 35     | おりがみのうた         | - 超獣鬼 - 超獣鬼ング                                         | 井上敏樹 | 田﨑竜太   |
| 11月13日       | 36     | イヌイヌがっせん       | - 救急鬼 - 救急鬼ング                                         | 井上敏樹 | 田﨑竜太   |
| 11月20日       | 37     | イとニとザとシ         | - 星獣鬼 - 星獣鬼ング - ソノシ                                | 井上敏樹 | 諸田敏     |
| 11月27日       | 38     | ちんぷんかんクッキング | - 電子鬼                                                      | 井上敏樹 | 諸田敏     |
| 12月04日       | 39     | たなからボタンぽち     | - 邪鬼 - 邪鬼ング                                             | 井上敏樹 | 山口恭平   |
| 12月11日       | 40     | キケンなあいのり       | - 未来鬼 - 未来鬼ング - 猫の獣人（狭山健児）                  | 井上敏樹 | 山口恭平   |
| 12月18日       | 41     | サンタくろうする       | - 光鬼                                                        | 井上敏樹 | 渡辺勝也   |
| 12月25日       | 42     | ドンびきかぞく         | - 秘密鬼 - 秘密鬼ング                                         | 井上敏樹 | 渡辺勝也   |
| 2023年01月08日 | 43     | トキかけナゾかけ       | - ドンムラサメ（未来） - ブラックオニタイジンムラサメ（未来） | 井上敏樹 | 田﨑竜太   |
| 1月15日        | 44     | しろバレ、くろバレ     | - 超電子鬼                                                    | 井上敏樹 | 田﨑竜太   |
| 1月22日        | 45     | カカむらガガむら       | - 百獣鬼 - 百獣鬼ング                                         | 井上敏樹 | 加藤弘之   |
| 1月29日        | 46     | なつみのよのゆめ       | - 獣人                                                        | 井上敏樹 | 加藤弘之   |
| 2月05日        | 47     | ドンノーかいぎ         | - 電撃鬼 - 電撃鬼ング（48話） - 世界鬼 - 世界鬼ング（48話）   | 井上敏樹 | 諸田敏     |
| 2月12日        | 48     | 9にんのドンブラ        | - 電撃鬼 - 電撃鬼ング（48話） - 世界鬼 - 世界鬼ング（48話）   | 井上敏樹 | 諸田敏     |
| 2月19日        | 49     | さいごのおもいで       | - 王様鬼                                                      | 井上敏樹 | 田﨑竜太   |
| 2月26日        | 50     | えんができたな         | -                                                             | 井上敏樹 | 田﨑竜太   |

## 放送局・インターネット配信
| 放送期間                                                    | 放送時間                          | 放送局                                        | 対象地域       | 備考                     |
| ----------------------------------------------------------- | --------------------------------- | --------------------------------------------- | -------------- | ------------------------ |
| 2022年3月6日 - 2023年2月26日                                | 日曜 9:30 - 10:00                 | テレビ朝日（制作局） ほか系列フルネット全24局 | 日本国内       | 字幕放送・連動データ放送 |
| 2022年3月13日 - 2023年3月5日                                | 日曜 6:30 - 7:00                  | 北日本放送                                    | 富山県         | 字幕放送                 |
| 2022年3月18日 - 2023年3月10日                               | 金曜 10:55 - 11:25                | 四国放送                                      | 徳島県         |                          |
| 2022年3月18日 - 2023年3月17日                               | 金曜 15:15 - 15:45                | さんいん中央テレビ                            | 島根県・鳥取県 |                          |
| 2022年3月19日 - 2023年3月11日                               | 土曜 5:15 - 5:45                  | 宮崎放送                                      | 宮崎県         |                          |
| 2022年3月20日 - 2022年9月25日 2022年10月2日 - 2023年3月12日 | 日曜 5:45 - 6:15 日曜 5:35 - 6:05 | 山梨放送                                      | 山梨県         | [ 注釈 70 ]              |
| 2022年3月20日 - 2023年3月12日                               | 日曜 5:30 - 6:00                  | 福井テレビ                                    | 福井県         |                          |
|                                                             | 日曜 6:15 - 6:45                  | テレビ高知                                    | 高知県         |                          |

インターネット配信
| 配信期間                     | 配信時間        | 配信サイト                  | 備考                                                              |
| ---------------------------- | --------------- | --------------------------- | ----------------------------------------------------------------- |
| 2022年3月6日 - 2023年2月26日 | 日曜 10:00 更新 | 東映特撮ファンクラブ TELASA | 定額制による見放題見逃し配信 1話は4月2日、2話は4月9日まで無料配信 |
| 2022年3月9日 - 2023年3月1日  | 水曜 10:00 更新 | Amazon Prime Video          | 定額制による見放題見逃し配信                                      |

また、放送開始を記念してYouTubeの以下のチャンネルにて以下のエピソードの無料配信が行われた。
| 配信期間 | 配信時間       | 配信サイト  |
| --- | -------------- | ----------- |
| 2022年3月6日 - 4月2日（1話） 2022年3月13日 - 4月9日（2話） 2022年5月22日 - 6月25日（12話） 2023年1月22日 - 3月4日（45話） | 日曜 9:30 更新 | YouTube（） |

## 他媒体展開

### 映画
『暴太郎戦隊ドンブラザーズ THE MOVIE 新・初恋ヒーロー』（2022年7月22日公開）
本作品の単独劇場版作品。公開時期に当たるテレビシリーズの第18話から第23話まで（本放送のみ）、同作品の映像がOPに使用された。
また、同作品ならびに『劇場版 仮面ライダーリバイス バトルファミリア』の上映に際して、『NO MORE 映画泥棒』とコラボした特別バージョンのCM映像も劇場で流れる他、同作品の公開に合わせ、2022年7月11日 - 31日までの期間、立ち食いそば・うどんのチェーン店である名代富士そばとのコラボ企画も実施されている。

### Vシネクスト
『暴太郎戦隊ドンブラザーズVSゼンカイジャー』（2023年5月3日期間限定上映）
本作品と前作『機界戦隊ゼンカイジャー』と共演したクロスオーバー作品。
『王様戦隊キングオージャーVSドンブラザーズ』
2024年4月26日期間限定劇場上映、同年10月9日にDVD・Blu-ray発売。『王様戦隊キングオージャーVSキョウリュウジャー』との2本立て。

### テレビシリーズ
『機界戦隊ゼンカイジャー』
テレビシリーズの放送開始に先駆け、同作品の第42話にドンモモタロウが登場。

### Webムービー
『暴太郎戦隊ドンブリーズ』PV / 『暴太郎戦隊ドンフレグランス』PV
2022年2月9日の制作発表会見で公開され、同日にYouTube「東映特撮YouTube official」で配信された暴太郎戦隊ドンブラザーズの偽企画。また、『ドンチャン!』内にてドンブリーズの「幻の第1話」が企画された。
『「暴太郎戦隊ドンブラザーズ」meets「仮面ライダー電王」目指せ!ドン王』
2022年3月1日にYouTube『バンダイ公式チャンネル』、『テレビ朝日スーパーヒーロータイム』、『東映特撮YouTube official』で配信のコラボショートドラマ。ドンモモタロウと同じ桃太郎をモチーフとした仮面ライダー電王が共演する。なお、この映像は『スーパー戦隊シリーズ 暴太郎戦隊ドンブラザーズ Blu-ray COLLECTION 1』の映像特典として収録されている。
キャスト
- ドンモモタロウの声 - 樋口幸平
- 電王の声 - 関俊彦

スーツアクター
- 浅井宏輔
- 高田将司
- 井口尚哉

スタッフ
- 原作 - 八手三郎、石ノ森章太郎
- 脚本 - 八手三郎
- 演出 - 茶谷和行
- アクション監督 - 福沢博文

| 配信日         | 話数    | サブタイトル |
| -------------- | ------- | ------------ |
| 2022年03月01日 | デン1話 | たべよう     |
| 2022年03月01日 | デン2話 | つかおう     |
| 2022年03月01日 | デン3話 | あさめし     |
『「暴太郎戦隊ドンブラザーズ」meets「センパイジャー」』
2022年3月9日にYouTube『バンダイ公式チャンネル』、『テレビ朝日スーパーヒーロータイム』、『東映特撮YouTube official』で配信のショートドラマ。ドンモモタロウが『海賊戦隊ゴーカイジャー』のゴーカイレッドから前作『機界戦隊ゼンカイジャー』のゼンカイザーまでの12戦隊の戦士にアバターチェンジする。
『暴太郎戦隊ドンブラザーズ スピンオフ コレがドンブラザーズの名乗りだ！ 暴太郎のホントの姿!?』
2022年3月30日にYouTube『バンダイ公式チャンネル』、『テレビ朝日スーパーヒーロータイム』、『東映特撮YouTube official』で配信のショートドラマ。本編では見せないスーパー戦隊らしい名乗りを披露する。
『忍風戦隊ハリケンジャーwithドンブラザーズ』
2022年12月25日より東映特撮ファンクラブで配信された本作品と『忍風戦隊ハリケンジャー』がコラボしたスピンオフ。
キャスト
- 椎名鷹介 / ハリケンレッド - 塩谷瞬
- 野乃七海 / ハリケンブルー - 長澤奈央
- 尾藤吼太 / ハリケンイエロー - 山本康平
- 鬼頭はるか / オニシスター - 志田こはく
- 雲母坂萌瑠 - 木村葉月
- アウンジャ（声） - 乃村健次
- ドンモモタロウ（声） - 樋口幸平

スーツアクター
- ハリケンレッド - 原隆太
- ハリケンブルー - 久松宥希
- ハリケンイエロー - 本田光騎
- アウンジャ - 橋渡竜馬
- ドンモモタロウ - 浅井宏輔
- オニシスター - 下園愛弓
- 中山甲斐
- 金山拓矢
- 堀田慶斗
- 熊本敬介
- 平野兼椰
- 川上そら
- 山口真弥
- 安川桃香
- 大内田将樹
- 寺田涼夏
- 大塚敦子
- 田中信彦
- 横田遼
- 下尾浩章

スタッフ
- 製作 - 東映特撮ファンクラブ
- 脚本 - 西駿人
- 監督 - 谷本健晋（B.O.S-Entertainment）
- Special Thanks - 石ノ森章太郎
- 原作 - 八手三郎
- エグゼクティブプロデューサー - 塚田英明（東映）
- プロデューサー - 松浦大悟（東映）
- アクション監督 - 和田三四郎
- 制作プロダクション - 東映テレビ・プロダクション

『爆竜戦隊アバレンジャーwithドンブラザーズ』
2023年8月27日より東映特撮ファンクラブで配信された本作品と『爆竜戦隊アバレンジャー』がコラボしたスピンオフ。
キャスト
- 伯亜凌駕 / アバレッド - 西興一朗
- 三条幸人 / アバレブルー - 冨田翔
- 三条笑里 - 西島未智
- 猿原真一 / サルブラザー - 別府由来
- 鬼頭はるか - 志田こはく
- アバレンゲッコー（声） - 関智一
- 氷河鬼（声） - 大谷秀一郎
- ドンモモタロウ（声） - 樋口幸平

スーツアクター
- アバレッド - 原隆太
- アバレブルー - 本田光騎
- アバレンゲッコー - 下尾浩章
- 氷河鬼 - 橋渡竜馬
- ドンモモタロウ - 浅井宏輔
- サルブラザー - 竹内康博
- 久松宥希
- 堀田慶斗
- 熊本敬介
- 山口真弥
- 安川桃香
- 大内田将樹
- 寺田涼夏
- 佐藤丈
- 金山拓矢

スタッフ
- 製作 - 東映特撮ファンクラブ
- 脚本 - 西駿人
- 監督 - 谷本健晋（B.O.S-Entertainment）
- Special Thanks - 石ノ森章太郎
- 原作 - 八手三郎
- エグゼクティブプロデューサー - 塚田英明（東映）
- プロデューサー - 松浦大悟（東映）
- アクション監督 - 和田三四郎
- 制作プロダクション - 東映テレビ・プロダクション

『暴太郎戦隊ドンブラザーズVS暴太郎戦隊ドンブリーズ』
2023年11月5日より東映特撮ファンクラブで配信された暴太郎戦隊ドンブリーズが登場する番外編。
キャスト
- 桃井タロウ / ドンモモタロウ / 鉄火丼レッド - 樋口幸平
- 猿原真一 / サルブラザー / 天丼ブルー - 別府由来
- 鬼頭はるか / オニシスター / かつ丼イエロー - 志田こはく
- 犬塚翼 / イヌブラザー / 海鮮丼ブラック - 柊太朗
- 雉野つよし / キジブラザー / 牛丼ピンク - 鈴木浩文
- 桃谷ジロウ / ドンドラゴクウ - 石川雷蔵
- ソノイ - 富永勇也
- ソノニ - 宮崎あみさ
- ソノザ - タカハシシンノスケ
- ソノシ - 廣瀬智紀
- Mr.アラカルト - 富永勇也
- 五色田介人 - 駒木根葵汰
- ステイシー - 世古口凌

スーツアクター
- ドンドラゴクウ - 伊藤茂騎

スタッフ
- 原作 - 八手三郎
- Special Thanks - 石ノ森章太郎
- 脚本 - 下亜友美
- 音楽 - 山下康介
- 撮影 - 相葉実
- 照明 - 柴田守
- 美術 - 岡村匡一
- 編集 - 若松広大
- 録音 - 佐藤公章
- スクリプター - 高山秀子
- 助監督 - 谷本健晋（B.O.S-Entertainment）
- 制作担当 - 持田一政
- ラインプロデューサー - 伊場野高嗣、佐々木幸司
- 製作プロダクション - 東映テレビ・プロダクション
- 製作 - 東映特撮ファンクラブ
- プロデューサー - 大川武宏（テレビ朝日）、松浦大悟・湊陽祐（東映）
- 監督・アクション監督 - 福沢博文

オープニング「俺こそオンリーワン」
作詩 - 及川眠子 / 作曲・編曲 - フワリ / 歌 - MORISAKI WIN
エンディング「Don't Boo! ドンブラザーズ」
作詩 - 渡部紫緒 / 作曲・編曲 - 坂部剛 / 歌 - MORISAKI WIN
『爆上戦隊ブンブンジャー formation lap 始末屋 オブ ギャラクシー』
2025年7月13日に東映特撮ファンクラブで配信されたスピンオフドラマ。ドンドラゴクウが登場。

### オーディオコメンタリーバージョン
東映特撮ファンクラブではオーディオコメンタリーバージョンが限定配信されている。
| 話数 | ゲスト | 司会進行                     |
| ---- | --- | ---------------------------- |
| 1    | 田﨑竜太（監督） 白倉伸一郎（プロデューサー）                                                                                            |                              |
| 1    | 田﨑竜太（監督） 井上敏樹（脚本） 樋口幸平（桃井タロウ役）                                                                               | 松浦大悟（プロデューサー補） |
| 2    | 田﨑竜太（監督） 佛田洋（特撮監督） | 湊陽祐（プロデューサー補）   |
| 3    | 中澤祥次郎（監督） 田﨑竜太（監督） | 松浦大悟（プロデューサー補） |
| 4    | 中澤祥次郎（監督） 福沢博文（アクション監督）                                                                                            | 松浦大悟（プロデューサー補） |
| 5    | 渡辺勝也(監督) 上赤寿一（カメラマン） | 湊陽祐（プロデューサー補）   |
| 6    | 渡辺勝也（監督） 上赤寿一（カメラマン） 高山秀子（スクリプター）                                                                         | 湊陽祐（プロデューサー補）   |
| 7    | 加藤弘之（監督） 樋口幸平（桃井タロウ役） 別府由来（猿原真一役）                                                                         | 松浦大悟（プロデューサー補） |
| 8    | 加藤弘之（監督） 高田将司（キジブラザー役） 岡田和也（イヌブラザー役）                                                                   | 松浦大悟（プロデューサー補） |
| 9    | 田﨑竜太（監督） 福沢博文（アクション監督） 浅井宏輔（ドンモモタロウ役）                                                                 | 湊陽祐（プロデューサー補）   |
| 10   | 田﨑竜太（監督） 福沢博文（アクション監督） 下園愛弓（オニシスター役）                                                                   | 湊陽祐（プロデューサー補）   |
| 11   | 山口恭平（監督） 柊太朗（犬塚翼役） 鈴木浩文（雉野つよし役）                                                                             | 松浦大悟（プロデューサー補） |
| 12   | 山口恭平（監督） 佛田洋（特撮研究所/特撮監督） 寺野彰（（株）バンダイ）                                                                  | 松浦大悟（プロデューサー補） |
| 13   | 渡辺勝也（監督） 樋口幸平（桃井タロウ役） 富永勇也（ソノイ役）                                                                           | 湊陽祐（プロデューサー補）   |
| 14   | 渡辺勝也（監督） 藤井和輝（衣装部） 加藤紀子（バンダイアパレル担当）                                                                     | 湊陽祐（プロデューサー補）   |
| 15   | 渡辺勝也（監督） 志田こはく（鬼頭はるか役） 石川雷蔵（桃谷ジロウ役）                                                                     | 湊陽祐（プロデューサー補）   |
| 16   | 加藤弘之（監督） 福沢博文（アクション監督） 伊藤茂騎（ドンドラゴクウ役）                                                                 | 松浦大悟（プロデューサー補） |
| 17   | 加藤弘之（監督） 柊太朗（犬塚翼役） 新田桃子（雉野みほ/夏美役）                                                                          | 松浦大悟（プロデューサー補） |
| 18   | 諸田敏（監督） 大沢信吾（カメラマン） 高山秀子（スクリプター）                                                                           | 湊陽祐（プロデューサー補）   |
| 19   | 諸田敏（監督） 瀬尾幸夫（モニター担当）                                                                                                  | 湊陽祐（プロデューサー補）   |
| 20   | 山口恭平（監督） 駒木根葵汰（五色田介人役） 高田将司（ゼンカイザーブラック役）                                                           | 松浦大悟（プロデューサー補） |
| 21   | 山口恭平（監督） 竹内康博（サルブラザー役） 沖満（日本映像クリエイティブ）                                                               | 松浦大悟（プロデューサー補） |
| 22   | 渡辺勝也（監督） 志田こはく（鬼頭はるか役） タカハシシンノスケ（ソノザ役）                                                               | 湊陽祐（プロデューサー補）   |
| 23   | 渡辺勝也（監督） 岡田和也（イヌブラザー役） 佛田洋（特撮監督）                                                                           | 湊陽祐（プロデューサー補）   |
| 24   | 加藤弘之（監督） 穴井健太郎（日本コロムビア）                                                                                            | 松浦大悟（プロデューサー補） |
| 25   | 加藤弘之（監督） 前澤まさる（レインボー造形企画）                                                                                        | 松浦大悟（プロデューサー補） |
| 26   | 茶谷和行（監督） 白倉伸一郎（プロデューサー）                                                                                            | -                            |
| 27   | 田﨑竜太（監督） 宮葉勝行（選曲） | 湊陽祐（プロデューサー補）   |
| 28   | 田﨑竜太（監督） 井上千尋（プロデューサー） 佛田洋（特撮監督）                                                                           | 湊陽祐（プロデューサー補）   |
| 29   | 諸田敏（監督） 樋口幸平（桃井タロウ役） タカハシシンノスケ（ソノザ役）                                                                   | 松浦大悟（プロデューサー補） |
| 30   | 諸田敏（監督） 宮崎あみさ（ソノニ役） タカハシシンノスケ（ソノザ役）                                                                     | 松浦大悟（プロデューサー補） |
| 31   | 山口恭平（監督） 金田昌吉（編集） | 湊陽祐（プロデューサー補）   |
| 32   | 山口恭平（監督） 富永勇也（ソノイ役） 森博嗣（ソノイ役）                                                                                 | 湊陽祐（プロデューサー補）   |
| 33   | 加藤弘之（監督） 福沢博文（アクション監督） さとう真之（カメラマン）                                                                     | 松浦大悟（プロデューサー補） |
| 34   | 加藤弘之（監督） 高田将司（朝田刑輔（刑事）役） 山崎敦貴（制作進行）                                                                     | 松浦大悟（プロデューサー補） |
| 35   | 田﨑竜太（監督） 別府由来（猿原真一役） 柊太朗（犬塚翼役）                                                                               | 湊陽祐（プロデューサー補）   |
| 36   | 田﨑竜太（監督） 佛田洋（特撮監督） 松井大（企画者104） 神内大輝（企画者104）                                                            | 湊陽祐（プロデューサー補）   |
| 37   | 諸田敏（監督） 富永勇也（ソノイ役） 廣瀬智紀（ソノシ役）                                                                                 | 松浦大悟（プロデューサー補） |
| 38   | 諸田敏（監督） 塩満義幸（装飾） | 松浦大悟（プロデューサー補） |
| 39   | 山口恭平（監督） 樋口幸平（桃井タロウ / ドン・キラー役）                                                                                 | 湊陽祐（プロデューサー補）   |
| 40   | 山口恭平（監督） 志田こはく（鬼頭はるか役） 松本博之（武藤教官役）                                                                       | 湊陽祐（プロデューサー補）   |
| 41   | 渡辺勝也（監督） 宮崎あみさ（ソノニ役） タカハシシンノスケ（ソノザ役）                                                                   | 松浦大悟（プロデューサー補） |
| 42   | 渡辺勝也（監督） 別府由来（猿原真一役） 鈴木浩文（雉野つよし役）                                                                         | 松浦大悟（プロデューサー補） |
| 43   | 田﨑竜太（監督） 深田明宏（東映エージエンシー） 桑原秀綱（音響効果）                                                                     | 湊陽祐（プロデューサー補）   |
| 44   | 田﨑竜太（監督） 柊太朗（犬塚翼役） 宮崎あみさ（ソノニ役） 佐々木智章（原稿部）                                                          | 湊陽祐（プロデューサー補）   |
| 45   | 加藤弘之（監督） 鈴木浩文（雉野つよし役） 石川雷蔵（桃谷ジロウ役）                                                                       | 松浦大悟（プロデューサー補） |
| 46   | 加藤弘之（監督） 鈴木浩文（雉野つよし役） 石川雷蔵（桃谷ジロウ役） 新田桃子（夏美役）                                                    | 松浦大悟（プロデューサー補） |
| 47   | 諸田敏（監督） 髙山秀子（スクリプター） 相葉実（カメラマン）                                                                             | 湊陽祐（プロデューサー補）   |
| 48   | 諸田敏（監督） 高井真菜（ソノゴ役） 小柳心（ソノロク役）                                                                                 | 湊陽祐（プロデューサー補）   |
| 49   | 田﨑竜太（監督） 白倉伸一郎（プロデューサー） 佐々木幸司（ラインプロデューサー） 湊陽祐（プロデューサー補） 松浦大悟（プロデューサー補） |                              |
| 50   | 田﨑竜太（監督） 井上敏樹（脚本） 樋口幸平（桃井タロウ役）                                                                               | 松浦大悟（プロデューサー補） |

### 電子書籍
『初恋ヒーロー』
東映特撮ファンクラブで、本作品の劇中で冗談社マンガ大賞を受賞した鬼頭はるかの漫画『初恋ヒーロー』第1話を前後編で配信。作・画はふじもとまめ。前編は2022年3月6日、後編は3月13日配信。さらにドン22話登場の『新章 初恋ヒーロー』が7月31日に配信。
『ファイヤードラゴン』
2022年8月28日に東映特撮ファンクラブで、ドン16話登場のジロウの力作を配信。作画は加藤弘之監督。

### おはなしCD
『暴太郎戦隊ドンブラザーズ シアターGロッソ おはなしCD』
2022年11月23日発売。品番COCX-41882。シアターGロッソ公演暴太郎戦隊ドンブラザーズショー シリーズ第2弾『鬼アツ!Gロッソで祭りだ祭りだ!新たなる戦士ドンドラゴクウ見参!!』を収録。Gロッソ公演のストーリーをリリースするのはシリーズ史上初となる。キャストの声は新たに録音、さらに脚本の井上テテにより公演時から加筆されており、ストーリー台本も同梱される。

### DVD
『暴太郎戦隊ドンブラザーズショー ドン3弾 “キジのおんがえし”……というおはなし』
2023年4月26日発売。品番DTSD-40443。特典映像として出演キャスト特別インタビューを収録。
キャスト
- 桃井タロウ / ドンモモタロウ - 樋口幸平
- 猿原真一 / サルブラザーー - 別府由来
- 鬼頭はるか / オニシスター - 志田こはく
- 犬塚翼 / イヌブラザー - 柊太朗
- 雉野つよし / キジブラザー - 鈴木浩文
- 桃谷ジロウ / ドンドラゴクウ / ドントラボルトの声 - 石川雷蔵
- ソノイの声 - 富永勇也

スタッフ
- 脚本 - 1623（鈴木浩文）
- 演出・アクション監督 - 渡邊智隆

『暴太郎戦隊ドンブラザーズショー第四弾 招く猫には何来たる？Gロッソは大波乱で大団“縁”!!』
2023年7月15日発売。品番DTSD-40438。特典映像として石川雷蔵も含めた6人の出演キャスト特別インタビューや、シアターGロッソのドンブラザーズショーのCMが収録されている。
キャスト
- 桃井タロウ / ドンモモタロウ - 樋口幸平
- 猿原真一 / サルブラザーー - 別府由来
- 鬼頭はるか / オニシスター - 志田こはく
- 犬塚翼 / イヌブラザー - 柊太朗
- 雉野つよし / キジブラザー - 鈴木浩文
- 桃谷ジロウ / ドンドラゴクウ / ドントラボルト - 石川雷蔵
- ソノイの声 - 富永勇也
- ソノニの声 - 宮崎あみさ
- ソノザの声 - タカハシシンノスケ
- ソノシの声 - 高井真菜
- ソノゴの声 - 富永勇也
- ソノロクの声 - 小柳心
- ゼンカイザーブラックの声 - 駒木根葵汰

スタッフ
- 脚本・演出 - きだつよし
- アクション監督 - 蜂須賀昭二

### ネットバラエティ番組
『ドンチャン!』
TELASAや東映特撮ファンクラブ、YouTubeのテレビ朝日スーパーヒーロータイムで配信されているネットバラエティ番組。
テレビ朝日スーパーヒーロータイムチャンネルでは短縮版、TELASAや東映特撮ファンクラブでは完全版が配信される。

### バラエティ番組
『声優パーク建設計画メタバース部 「声優パーク」「ドンブラザーズ」コラボで大暴れ 1時間SP』
本作品の後にテレビ朝日で放送されたバラエティ番組。2022年7月24日・10月2日放送分で生放送1時間特番として番組コラボ。主要キャスト6人が出演。また、番組企画として『光と星のメタバース六本木』（アプリ『cluster』でログイン）もドンブラザーズ仕様となり、期間中一般参加者もドンモモタロウアバターを使用できる。

### キャンペーン
岡山デスティネーションキャンペーン
岡山県の自治体や観光事業者、旅行会社などが、2022年7月1日より実施している大型観光キャンペーン。岡山県が桃太郎伝説ゆかりの地であるという縁から、前出の劇場版の公開時期に合わせて2022年7月22日より本作品とコラボしたプレゼントキャンペーンが実施されている。